# Histoire de la Martinique

Carte de la Martinique (2023).

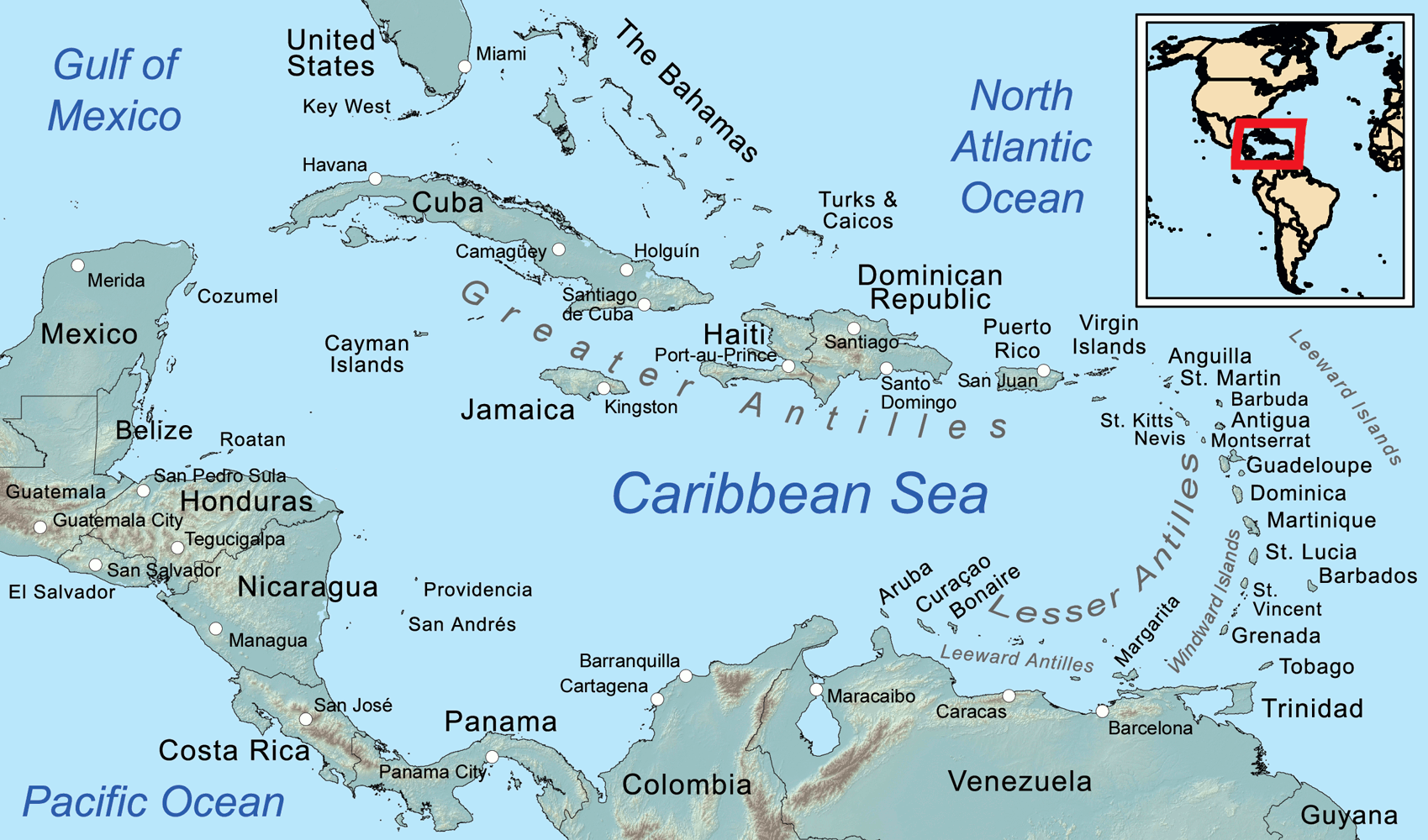
Région des Caraïbes.

L'histoire de la Martinique commence dans sa protohistoire, de quelques millénaires, avec l'habitat intermittent de différents peuples amérindiens. Elle se poursuit avec la colonisation européenne, qui crée une rupture et entraîne la quasi-extermination des autochtones à la suite de l'installation des Français en 1635. À partir des années 1670, la déportation massive d'esclaves noirs africains bouleverse une nouvelle fois la composition de la population de l'île.
L'histoire de la Martinique est ensuite marquée par les guerres d’influence entre empires coloniaux européens, l’évolution des activités agricoles, les catastrophes naturelles, et une décolonisation par assimilation à la République française en tant que nouveau département.
Depuis 2015, la collectivité territoriale de Martinique est une collectivité territoriale unique, de 1 128 km2, avec une population en 2021 de 360 749 Martiniquais(es), parlant principalement français standard et/ou français martiniquais et/ou créole martiniquais. Elle est également une région ultrapériphérique de l'Union européenne.

## Histoire précolombienne (avant 1500)

### Éruption précolombienne de la montagne Pelée
Le peuplement de la Martinique est marquée par une rupture liée à l'éruption de la montagne Pelée en 295 apr. J.-C. qui aurait décimé, ou tout du moins forcé à l'exil, les populations de l'île.
Les populations Arawaks reviennent aux alentours de l’an 400 et ce serait vers 600 que les populations dites « caraïbes » seraient arrivées à leur tour dans l'île.
Ces populations plus récentes semblent s'installer, en revanche, préférentiellement dans la zone sud de la Martinique. Elles se rattachent à la culture suazoïde, du nom du site éponyme de Savane Suazey à la Grenade, et ont été pendant longtemps désignées sous l'appellation de « caraïbe ». Le site archéologique de la plage de l'Anse Trabaud, sur le littoral atlantique de la commune de Sainte-Anne, qui a été en partie fouillé par Louis Allaire, archéologue canadien, est un site de cette période finale, peut-être pratiquement contemporain de l'arrivée des premiers Européens aux Antilles. Le site de la plage de Dizac au Diamant est, quant à lui, daté du IXe siècle.
Ces populations ne sont pas des populations radicalement différentes des populations saladoïdes, comme on a souvent voulu le faire croire en suivant de trop près le témoignage de « chroniqueurs », premiers auteurs d'écrits sur les nouveaux territoires de l'Amérique. Ces chroniqueurs, souvent religieux, sont notre seule source écrite sur les premiers temps de la colonisation, les populations amérindiennes des Antilles ne possédant pas d'écriture.
Pour l'instant, on ne possède que peu de données sur les populations ayant occupé l'île entre le site de Vivé (vers 300) et l'occupation du Diamant (vers 800). La connaissance du néolithique antillais est encore très lacunaire, les études et les fouilles répondant aux critères modernes étant encore rares. Cependant, une thèse de doctorat a été soutenue en 2003 sur les premières occupations amérindiennes de la Martinique. Les tombes en conque de lambis dans les cimetières sont des témoignages amérindiens qui utilisaient la conque pour annoncer la mort.

### Peuplements précolombiens
Les petites Antilles auraient connu la présence de l'homme entre -10000 et -5000, mais il n'en existe aucune trace.[réf. nécessaire]. Les plus anciennes traces d'êtres humains des petites Antilles se trouvent sur le site de Norman Estate à Saint-Martin et sont datées d'entre 2400 et 1900 av. J.-C. Les premières traces de peuples autochtones d'Amérique (Amérindiens des Antilles) à la Martinique ont été archéologiquement attestées du Ier siècle.
Ces premiers habitants viennent d'Amazonie et sont de culture saladoïde, du nom du site éponyme vénézuélien de Saladero. Ils sont généralement qualifiés d'arawaks bien que ce terme imprécis désigne plus largement une famille linguistique à laquelle se rattachent de nombreuses populations amérindiennes d'Amazonie dont les populations Kali'na/Kalinago (Caraïbes : Karib).
Cette population produisant des céramiques extrêmement décorées a occupé surtout les contreforts de la Montagne Pelée. Ils pratiquaient l'agriculture, la pêche et la cueillette. Le site archéologique de Vivé, sur la commune du Lorrain, est caractéristique de cette première occupation de l'île. Ce site d'habitat sur le bord de mer a fait l'objet de fouilles entre 1996 et 2001. Il est également au cœur d'un projet de découverte et de recherche porté par la communauté des communes du Nord de Martinique.
Le niveau d'occupation saladoïde est scellé par une couche éruptive de la Montagne Pelée datée du IIIe siècle de l'ère chrétienne. La campagne de 1999 a fait apparaître une couche d'abandon en place recouverte par la cendre d'une éruption du volcan.

## Premiers contacts avec les Européens (1500-1625)
On prête généralement la découverte de la Martinique par les Européens à Christophe Colomb lorsqu'il accoste sur le site de l'actuelle commune du Carbet le 15 juin 1502 au cours de son quatrième voyage vers les « Indes ». Néanmoins, c'est Alonso de Ojeda qui a découvert l'île en premier, sans y poser le pied, lors de son expédition de 1499-1500,. Elle figure sur la carte  établie par Juan de la Cosa en 1500 et on la retrouve ensuite sur la carte d'Alberto Cantino (1502) sous le nom de Ioüanacéra ou Joanacaera (formé du préfixe ioüana = iguane et du suffixe caéra = île) c'est-à-dire l'île aux iguanes,.
Christophe Colomb avait entendu les Arawaks (Taïnos) parler de l'île lors de son passage à Hispaniola au cours de son deuxième voyage (ces propos sont rapportés par Pierre Martyr d’Anghiera). Pour les Amérindiens, l'île était peuplée exclusivement de femmes. Ils l'appelaient Matinino, nom que Colomb traduisit par isla de las mujeres , « l’île aux femmes » et non l'île aux fleurs ainsi que l'affirment l’Encyclopædia Universalis ou la Britannica. Comme Colomb avait, par décret, le monopole des découvertes des nouvelles Indes, il privilégia Matinino à Joanacaera.
Sur le planisphère de Johann Ruysch (vers 1507-1508) figure pour la première fois le nom de Matininia, que l’on retrouve sous la forme Matenino sur la carte anonyme (de 1519) de la bibliothèque de Wolfenbüttel. En France, la carte de Nicolas Desliens de 1541 porte Matinina. Outre ces noms adoptés par les cartographes, on trouve mentionnée, dans la cédule royale de 1511 « Real provision que los Indios Caribes se pueden tomar por esclavos », l’île de Matinino alors décrite comme habitée par les Kalinago.
Dans la cartographie italienne du milieu du XVIe siècle apparaît le surnom actuel de Madinina (avec un –d- à la place du -t-).
Le passage au cours du XVIIe siècle au nom actuel de Martinique est dû au fait que Saint Martin jouissait alors d'une grande renommée en France. Par analogie avec la Dominique voisine (Dominica en latin et anglais), le nom de l'île a été déformé en Martinique (Martinica).
Les Espagnols sont les premiers colons européens à s’installer au Nouveau Monde dans les Grandes Antilles puis sur le continent mais ils délaissent les Petites Antilles qu'ils jugent trop petites et peuplées d'Indiens dangereux. En revanche, les Hollandais, les Français et les Anglais y font souvent relâche pour faire aiguade (ravitaillement en eau), s'approvisionner en vivres, et commercer avec les Amérindiens des Antilles
durant tout le XVIe siècle et le début du XVIIe siècle.
L'anonyme de Carpentras est l'auteur du plus ancien document connu sur la Martinique. Il rapporte son séjour dans l'île avec les équipages du capitaine Fleury du 21 avril 1619 au 11 février 1620. Ils cohabitent avec les Caraïbes/Kalinago qui les accueillent et commercent avec les Français, les Anglais et les Hollandais, mais sont en guerre avec les Espagnols. Ce récit mentionne les chefs Salomon et Pilote. Ce dernier est encore cité en 1640 par Jacques Bouton (pt) (1592-1658) dans Relation de l'établissement des français depuis l'an 1635.
L'île reçoit le nom de « Martinique », évolution de « Madinina », « Madiana » ou « Mantinino » employés originellement par les indiens Caraïbes.

### Débuts de la colonisation à partir de 1635

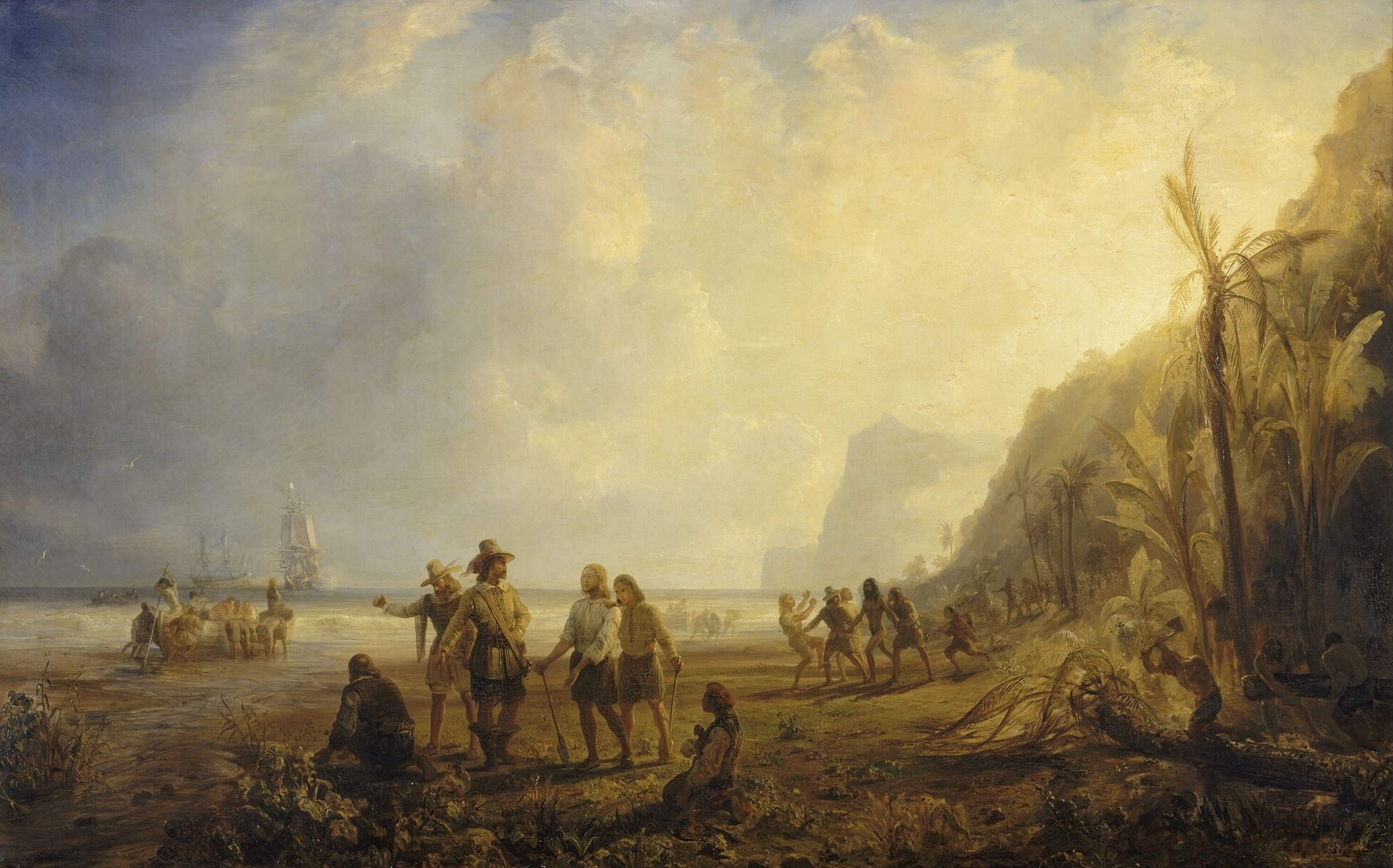
Pierre Belain d'Esnambuc débarquant à la Martinique en 1635.

Une décennie avant sa colonisation en 1635 de l'île, le flibustier Pierre Belain d'Esnambuc avait déjà le soutien total de Paris au plus haut niveau. Le cardinal Richelieu est le premier actionnaire de sa Compagnie des seigneurs de Saint Christophe, fondée en 1626, que le premier ministre français juge trop peu active : en 1635, il la recapitalise et la renomme Compagnie des îles d'Amérique. Les esclaves étaient mentionnés dès une lettre secrète d'octobre 1626, où les actionnaires parisiens acceptaient de racheter à Pierre Belain d'Esnambuc ses biens cachés depuis 1625 sur la petite île de Saint-Christophe (colonie française) : fortin, munitions, marchandises et « aussi des esclaves jusqu'au nombre de 40 ou environ », volés sur des navires ibériques. S'appuyant sur la bulle « Inter coetera » du Pape leur réservant l'Atlantique lointain, les Espagnols et Portugais pendaient les flibustiers en cas d'incursion et confisquaient leurs cargaisons, sans plus risquer de rétorsions, en vertu d'une «ligne des amitiés», qui dès les années 1620 tentait de préserver la paix au milieu de l'Atlantique, les coutumes parlant déjà des « marches » du royaume en la matière dès 1607. Une charte rédigée le 13 janvier 1627 à l'occasion du départ de la première expédition, mentionne ensuite que s'il : « se faict traite de quelque naigre, sauvages ou esclaves qui soient employés au travail et manufacture des dictes marchandises » les membres de cette expédition recevront la moitié de leur production « seulement la première année ».
Le 15 septembre 1635, débarque dans la rade de Saint-Pierre avec 150 colons français de l'île Saint-Christophe
D’Esnambuc, qui a des intérêts bien affirmés dans les Antilles, décide d’agir en Martinique à la suite de la conquête de la Guadeloupe par deux capitaines français, l’Olive et du Plessis. Ces derniers ont préalablement débarqué en Martinique mais l’ont assez rapidement quittée, car ne trouvant pas le territoire propice à l’établissement d’une colonie.
D’Esnambuc, convoitant le contrôle de la Guadeloupe et l’ayant perdu aux mains de ces deux capitaines, voulant s’assurer que plus aucun territoire ne lui échappe, s'attelle donc très vite à prendre possession de la Martinique, qui représente une zone stratégique importante, notamment pour la lutte face à l’Espagne.
Les Français s’établissent en premier lieu dans la partie ouest de l’île. Il installe ainsi la première colonie dans l'île, pour le compte de la couronne de France et de la Compagnie des îles d'Amérique. Les premiers établissements français en Martinique sont Le Fort Saint-Pierre (actuelle ville de Saint-Pierre), fondé par d'Esnambuc, et la ville du Fort-Royal (actuellement Fort-de-France) fondée par les gouverneurs De Baas et Blenac.
La colonisation de la Martinique se fait aussi par l’instauration de missions religieuses dans la colonie.
Les colonisateurs sont accompagnés de missionnaires, dont l'objectif premier est l’évangélisation des populations nouvellement colonisées.
Dès le début de la prise de la Martinique par d’Esnambuc, l’entreprise religieuse est présente dans le processus de colonisation puisqu’il est accompagné d’un Père relevant de l’ordre des Capucins.
Par la suite, d’autres ordres religieux vont venir s’installer dans la colonie martiniquaise et ainsi mettre en place leurs missions, s’inscrivant dans le processus colonial de la Martinique.
La spiritualité est un domaine important et moteur de la colonisation, cherchant à faire naitre chez les individus nouvellement colonisés une culture et une conscience européennes, en passant par l’évangélisation : c’est le rôle joué par les missionnaires dans l’entreprise coloniale de la Martinique.

### Premiers moulins à sucre des années 1640
Les premiers moulins à sucre des années 1640 sont installés en même temps qu'en Guadeloupe et Barbade, sur fond d'effondrement de la production de sucre de la Nouvelle-Hollande (Brésil). Dès 1635, la Compagnie des îles d'Amérique, créée la même année, signe un contrat avec un normand installé à Rouen, d'origine hollandaise, Daniel Trézel : il doit mettre en exploitation de la canne à sucre, en reversant aux actionnaires 10 % des bénéfices. Peter Blower, hollandais du Brésil, amène en 1637 de la canne à sucre dans l’île anglaise de la Barbade, où la première récolte n'a lieu qu'en 1640.

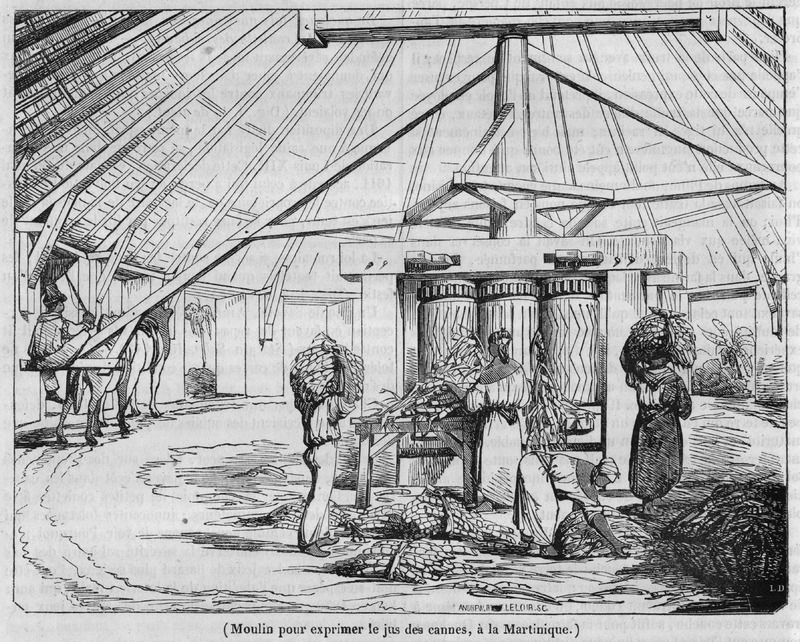
Esclaves broyant la canne à sucre dans un moulin à bestiaux en Martinique.

Daniel Trézel fait venir ses deux fils, François à la Martinique et Samuel à la Guadeloupe : ses moulins ne deviennent toutefois opérationnels qu'en 1643. Ces moulins utilisent des bœufs, chevaux ou mulets, pour mouvoir le système de pressage de la canne à sucre qui permet d’en extraire un jus pour faire de la mélasse, du sucre roux ou du sucre blanc, raffiné après chauffage.
En 1638, Daniel Trézel signe un contrat avec Jean Rozée, marchand de Rouen, pour se faire livrer 100 esclaves noirs, au prix de 200 livres par esclave. Le commerce des esclaves est ensuite autorisé par Louis XIII en 1642 : commerce triangulaire. La même année, en 1638, à la Guadeloupe, Charles Liénard de L'Olive demande à pouvoir aller chercher des noirs « à la côte d’Angole » puis signe un accord sommaire en 1640 avec les indiens Caraïbes pour qu'ils restent sur la partie haute de l'île.
Mais la date de l'arrivée de navires apportant des esclaves est controversée. Les seules sources reconnues par les historiens évoquent 1643, huit ans après la commande de moulin à sucre et cinq ans après la première commande d'esclaves. L'effondrement de la production sucrière de la Nouvelle-Hollande tout au long de la décennie des années 1640 et sur fond de difficulté des Néerlandais au Brésil, va transformer l'organisation de l'esclavage néerlandais et faire monter les cours du sucre, rendant lucrative sa culture dans trois îles qui s'y lancent : Martinique, Guadeloupe et Barbade, en recourant principalement à des engagés blancs.
Présents en nombre beaucoup plus important à la Barbade, ces engagés blancs permettent à la culture du sucre d'y décoller plus vite au milieu des années 1640, le colonel James Drax et le planteur James Holdip y jouant un rôle pionnier. Lors de la décennie précédente, les cultures de tabac, de coton et d'indigo de la Barbade ont, dans cette île, lancé l'exploitation à grande échelle de la main-d'œuvre, d'abord exclusivement composée d'adolescents pauvres obligés de se vendre (comme en Irlande), les conflits militaires et la spéculation foncière des années 1630 ayant rendu l'agriculture beaucoup plus aléatoire. Résultat de leur déportation massive d'Europe vers les Antilles, la surproduction massive des cultures de tabac, de coton et d'indigo fait chuter les prix de ces produits dès la fin des années 1630.
| Années                               | 1635 | 1637 | 1638 | 1641 | 1642 | 1643 |
| Prix du coton, en guilders par livre | 0,57 | 0,47 | 0,38 | 0,36 | 0,30 | 0,26 |

La Barbade, enrichie par l'exportation en Angleterre d'une des premières récoltes de tabac, en profite à cette époque pour acheter 40 engagés blancs, employé à la culture du coton, dont le prix baisse de plus d'un tiers entre 1635 et 1641, pénalisant aussi les négociants hollandais qui convoient celui-ci. S'ensuit un boom de l'indigo, dont les prix baissent à leur tour dès 1641  ; des planteurs comme Thomas Modyford sont alors les premiers à passer au sucre.
Au même moment, les exportations de sucre du Brésil sont divisées par huit au cours des sept premières années de la décennie 1640, ce qui permet aux prix du sucre, à Londres, de presque se maintenir durant toute la décennie, malgré le boom sucrier de la Barbade.
| Années                                                 | 1641  | 1642  | 1643 | 1644 | 1645 | 1646 | 1647 |
| Exportations de sucre du Brésil vers l'Europe (tonnes) | 7,246 | 4,839 | 4,57 | 4,08 | 3,36 | 1,22 | 0,95 |

En raison de la Première révolution anglaise, près de 4 000 personnes, suivant les cavaliers Royalistes, émigrent à la Barbade dans les années 1640, les aristocrates y apportant, qui plus est, des capitaux. Résultat : à partir de 1643, le prix de la terre à la Barbade double chaque année, et ne se stabilisera qu'au milieu des années 1650. La surpopulation de l'île anglaise fait que les plantations de sucre recourent massivement à des Blancs, moins chers et plus faciles à trouver que les Africains. James Drax a importé à la Barbade un moulin à sucre du Brésil dès 1642, l'année même où il acquiert 22 esclaves, avant d'en acheter 34 autres en 1644 ; ces quantités restent toutefois modestes au regard du grand nombre d'engagés blancs travaillant la canne à sucre, à la même période.
En Martinique, Jacques Dyel, gouverneur du Parquet, exploite pleinement cette culture du sucre une dizaine d'années plus tard (vers 1650), lorsque la Compagnie des îles d'Amérique sera ruinée, et qu'il la rachètera pour 41 500 francs.

### Premiers esclaves, Noirs, Blancs et Amérindiens, des années 1640

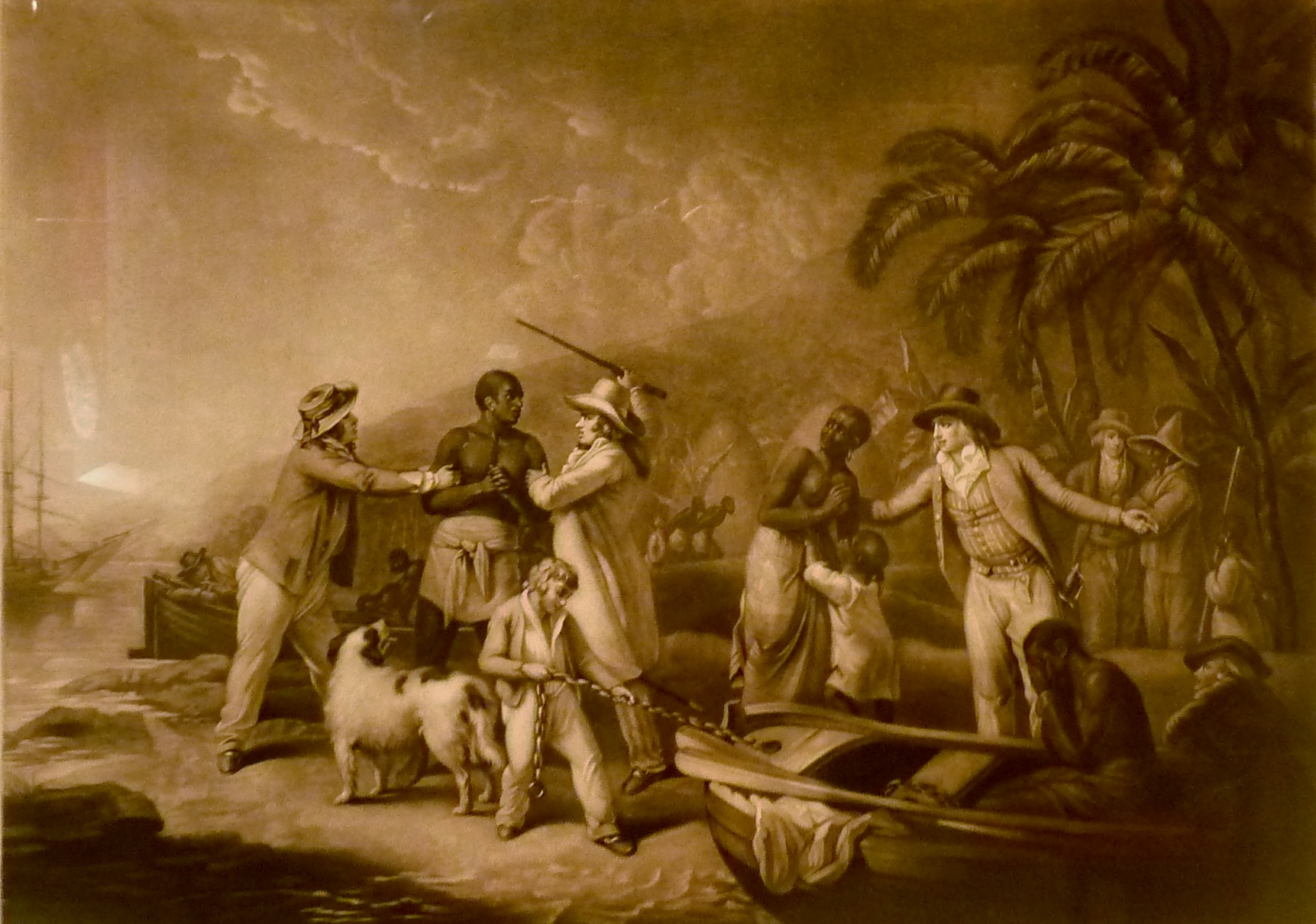
Le commerce des esclaves, gravure de John Raphaël Smith, d'après George Morland, 1791.

Des esclaves sont mentionnés dans les documents officiels comme la vente en 1644 devant un notaire parisien d'une « habitation » à Case Pilote, tous issus de captures de flibuste, la compagnie en ayant récupéré plusieurs dizaines dès les années 1620.
En 1639, David Le Baillif, d’une autre grande dynastie rouennaise de marchands, fonde une société pour importer des esclaves à la Martinique sur des plantations de tabac et deviendra propriétaire de 4 plantations, dans une partie de l'île qui porte son nom.
En 1641, des bateaux anglais et hollandais auraient apporté des esclaves à la Martinique.
Pendant longtemps, les engagés blancs travaillent à leur côté dans les plantations et s'en plaignent parfois par écrit. Parmi ceux embarqués en 1628 au Havre sur le vaisseau «Les Trois Rois», du corsaire Du Roissey appartenant à la Compagnie de Saint-Christophe, le jeune Guillaume Coppier, fils d'un notaire lyonnais, a travaillé aux Antilles pour le même maître et dans les mêmes conditions que des africains, avant de rentrer en 1632 à Lyon, où il souligne les « Antiperfections des Nègres » dans son récit de voyage, le seul de l'époque n'émanant pas d'un missionnaire.
Un peu plus tard, manuscrit «Histoire de la Grenade» publié vers 1650 par un dominicain insiste lui aussi sur les différences physiques entre Noirs et Blancs après l'assassinat d'un maître par deux engagés blancs.
Le mot « nègre » est encore très rare au milieu du XVIIe siècle, les chroniqueurs emploient plutôt « maure », tandis que « mulâtre », est aussi utilisé pour africain du nord, eux aussi visés par l'esclavage arabe. Les récits n'emploient pas encore l'expression « la traite » car les Français ne l'ont pas encore systématisé: jusqu'en 1660, la flibuste est le principal moyen d'appropriation des esclaves, loin devant les achats aux Portugais dans l'Archipel du Cap vert.
Le récit du père dominicain Raymond Breton sur sa fréquentation des Amérindiens entre 1634 et 1643 et sa résidence de 1641 à 1651 dans l'île de la Dominique avec les Caribes et les Garifunas, lui permettant de rédiger le premier dictionnaire français-caribe,, montre qu'à cette époque l'esclavage touche toutes les couleurs de peaux, l'historien et homme politique de Trinidad Eric Williams estimant même dans son livre de référence de 1944 que « l'esclavage n'est pas né du racisme, le racisme a été plutôt la conséquence de l'esclavage ».
Raymond Breton raconte que des Arawaks de Terre Ferme « ennemis mortels des Caraïbes », utilisent cette guerre pour vendre « les hommes et les jeunes gens prisonniers aux Français, aux Hollandais et aux Anglais». La Tempête, l'une des dernières pièces du dramaturge William Shakespeare, écrite vers 1610-1611, où un naufrage fait échouer le duc de Milan Prospero et sa fille Miranda sur une île déserte, montrant déjà les Amérindiens ballottés dans les querelles coloniales, est revisitée au XXe siècle par l'écrivain martiniquais Aimé Césaire pour symboliser l'esclave opprimé se dressant fièrement face à la tyrannie et restera célèbre pour la répartie « Esclave menteur que le fouet seul peut émouvoir, non la bonté ».
Pratiqué dans l'Europe non-ibérique mais seulement avec des « slaves » et plus après 1480, l'esclavage est au début du XVIIe siècle était interdit et réprimé, et le problème se pose rapidement.
Dès 1645 sur la petite île voisine de Saint-Christophe (colonie française), le gouverneur Longvilliers de Poincy n'a pas répondu à la demande des père Capucins, selon lesquels les fils des esclaves chrétiens, baptisés dès leur naissance, ne pouvaient rester maintenus en esclavage, selon Maurile de Saint-Michel, missionnaire carme venu d'Angers qui séjourna à la Martinique, la Guadeloupe, Saint-Christophe et la colonie néerlandaise de Saint-Eustache, de 1646 à 1647, avant d'être rapidement rappelé par ses supérieurs et d'en publier en 1652 un récit,. Les religieux étaient privés aux îles de la dîme, leur principale ressource en Métropole, mais aucun cas de grandes habitations avec esclaves n'a été observé pour les capucins.
Le père dominicain Jean-Baptiste Du Tertre, qui effectue en 1640 son premier voyage à la Martinique, et qui fut pendant près de vingt ans le lien officiel entre les missions des Antilles et les autorités de France, avait reçu des esclaves et il estimait qu'ils doivent rester « des instruments de leurs maîtres».

### Les récits sur le passage de Hollandais en 1654
Les récits sur le passage de Hollandais, à la Guyane comme à la Martinique, évoquent trois bateaux venant du Brésil, que les Hollandais venaient d'abandonner définitivement, mettant fin à la période hollandaise de l'histoire du Pernambouc. « Ils étaient environ 1200 parmi lesquels il n'y avait pas 50 Hollandais naturels », tous les autres étant métis ou esclaves nègres », qui « voulurent suivre » leurs maîtres, écrit ainsi en 1664, 'Antoine Biet, de retour de Guyane dix ans après, dans un témoignage indirect, dont le passage consacré aux Hollandais en Guyane est clairement démenti par les archives hollandaises, qui fixent à 1660 des implantations hollandaises à Cayenne, en majorité de juifs granas de Livourne, venant d'Oran, et dont la colonie n'emploie qu'une cinquantaine d'esclaves pour 300 Blancs.
Les plus riches des Hollandais avaient fui dès les années 1640 le Brésil, où les planteurs DE SUCRE portugais menés par João Fernandes Vieira se sont insurgés dans les années 1640. Dès 1644 et 1645, la proportion d'esclaves vendue au comptant passe à respectivement 78 % et 100 %, reflet de l'appréhension des Hollandais, qui sentent que le Brésil va leur échapper très prochainement.
En Martinique et Guadeloupe, une seule source parle d'arrivée de colons hollandais, présentés comme des juifs, en 1654 : le récit publié en 1667 par le père dominicain Jean-Baptiste Du Tertre, très favorable aux autorités coloniales et sujet à caution car il fut pendant deux décennies le seul messager des autorités métropolitaines.

### Conflits avec les indiens caraïbes
L'expansion des Français a créé des tensions et un conflit continu avec les Amérindiens. Les héritiers étant contestés à la mort du gouverneur du Parquet, éclate la guerre de 1658 contre les Indiens caraïbes, qui permet de resserrer les rangs des colons.
Plus de 600 Français se regroupent avec la bénédiction des prêtres de l'île (jésuites et dominicains) pour attaquer les Caraïbes dans leurs territoires réservés par l'accord de paix du 21 décembre 1657, avec la volonté d'éliminer toutes présences indigènes dans l'île. Les Caraïbes sont massacrés et perdent les derniers territoires qui leur étaient réservés.
Les survivants se réfugieront dans les îles de Saint-Vincent et de la Dominique. De là, ils organiseront par la suite plusieurs expéditions punitives contre les colons dans les îles voisines.
Cette victoire stimule la colonisation française plus à l'est, incarnée par Pierre Dubuc de Rivery (1640-1708), l'un des meneurs de cette guerre, qui fonde une dynastie de planteurs de sucre. Organisateur d'une milice dans le bourg de Trinité pour repousser les Caraïbes, il reçut en 1671 des terres à défricher, allant de la presqu'île de la Caravelle au bourg de Trinité. La famille du Buc y construisit 7 sucreries. En 1671, la canne à sucre est encore peu développée en Martinique : elle occupe deux fois moins de terre que la culture du tabac, pratiquée par de nombreux petits colons blancs, sur des plantations nécessitant très peu de capitaux.
Les Amérindiens sont peu à peu repoussés ou chassés. Cependant, une frange de cette population « caraïbe » demeure sur place dans un fort état d'acculturation, se fondant petit à petit dans le reste de la population.

### Les conflits pour l'héritage du gouverneur Du Parquet
Au même moment la succession est aussi tendue en Martinique. Les conflits pour l'héritage du gouverneur Du Parquet, à sa mort en 1658, ne font qu'exciter des convoitises en métropole. En 1652, il avait été obligé de repartir en France pour se faire soigner, at avait fait nommer son fils Jacques Dyel d'Esnambuc, encore mineur, lieutenant-général. Sa veuve demande 600 000 livres pour vendre, mais on ne lui en a proposé que la moitié, confie-t-elle dans une lettre de mai 1659 à son cousin en métropole Dyel de Miromesnil, avant décéder en mer lors de son retour en France quelques mois après. Son neveu Adrien Dyel de Vaudroques décèdera, lui, en octobre 1662, après être arrivé dans l'île fin 1659.

### Recensement de 1660, 1664, 1671 et 1680
En août 1660, peu avant sa disgrâce et son éviction par Colbert en 1661 à la mort de Mazarin, alors vieillissant, Nicolas Fouquet, surintendant des finances, doté d'une fortune considérable, souhaite racheter la Martinique et acquiert via un prête-nom la charge de vice-roi des Indes.
Au même moment, le prêtre florentin Cosimo Brunetti, traducteur de Blaise Pascal et grand voyageur en Europe, a été envoyé en novembre 1659 dans l'île par Marie de Rohan, la duchesse de Chevreuse (1600-1679), pour le compte de son fils Louis-Charles d'Albert de Luynes, qui recherche une île-refuge pour les jansénistes. Les rapports de Brunettiu ont été transmis au Cardinal Mazarin peu avant sa mort.
Le 14 juin 1660, Brunetti écrit à ses amis hollandais pour évoquer le rapport très précis de 18 pages, qui va servir pour établir le recensement de la même année, selon les historiens. Deux nouveaux quartiers de l'île seront ensuite créés, apparaissant dans le recensement de 1664, en raison de l'éviction des Amérindiens à la suite du traité de 1660.
Sur les 5 263 habitants recensés en 1660, une moitié, soit 2683, sont des esclaves noirs car les sucreries se sont développées vers 1653. Ce recensement montre que deux familles ont un mari européen et une femme noire tandis que 31% des époux n'ont pas d'enfants. Les célibataires représentent trois-quarts de la population, essentiellement chez les « engagés » blancs.
« Les jésuites sont les premiers qui ont établi une sucrerie à la Martinique », après Daniel Trézel, notamment parmi la vague de créations de moulins à sucre du début des années 1650.
La sucrerie établie par la famille du gouverneur Du Parquet sur une propriété de 260 hectares était susceptible en 1659 de produire environ 100 000 livres de sucre, selon une lettre de 1659 de Madame Du Parquet. Elle avait 161 serviteurs, ce qui en faisait le premier employeur de l'île, devant l'établissement de la Compagnie de Jésus (89 serviteurs), celui de Clercelier de Leumont, ancien intendant général de la Compagnie des îles d'Amérique (88 serviteurs) et celui de Médéric Rolle de Gourselas (54 serviteurs). Arrivé en 1642 en Martinique avec son frère le major François Rolle de Laubière de Gourselas (43 serviteurs), Médéric Rolle avait participé en 1645-1646 à la tentative ratée de colonisation de Marie-Galante puis était devenu en 1658 le deuxième gouverneur de la Martinique, à la mort de Jacques Dyel du Parquet qui l'avait choisi en 1653 comme lieutenant général.
Avec Jean Roy (flibustier), né en 1617, un tailleur venu de Bordeaux comme engagé puis exploitant de champs de tabac, qui détiendra plus de 800 esclaves à la fin du siècle après avoir été promu au Conseil souverain de Martinique en décembre 1675, ces six premiers employeurs, liés entre eux et à l'administration coloniale, détenaient en moyenne 85 serviteurs, bien devant le septième de la liste, qui n'en avait que 27. Dans ce document, les esclaves noirs et amérindiens mais aussi les engagés blancs sont regroupés dans la même catégorie de « serviteurs ». Un quart d'entre eux appartiennent à seulement 3% des plantations tandis qu'existe une catégorie de petites exploitations ne détenant en moyenne que 4 esclaves.
Parmi les premiers à avoir cultivé le sucre dans l'île, Pierre de Lavigne de Sainte-Suzanne, venu de Sainte-Suzanne (Mayenne), arrivé fin 1656. Dès la mi-1656 il avait pris la tête d'une expédition sur les rives du Guarapiche (Venezuela), chargée d'évangéliser les Indiens Galibis, avec le jésuite Antoine Boislevert et le père Pierre Pelleprat, jusque-là curé de Saint-Christophe depuis 1651. Représentant de la Compagnie de la Terre Ferme, Pierre de La Vigne en était parti fin 1656, les jésuites restés étant ensuite chassés par les Espagnols puis victimes de naufrage à la Jamaïque et à Cuba.

#### Le recensement de 1664
Le recensement suivant, celui de 1664 à la Martinique, montre qu'un peu moins de la moitié des 684 « habitations » n'ont aucun esclave et que moins d'un dixième, soit 57, en ont plus de 10, deux d'entre elles ayant respectivement 71 et 74 esclaves.
Dès 1670, le gouverneur Jean-Charles de Baas a pour charge de liquider la compagnie des Indes, ce qui va prendre 4 ans.

#### Le recensement de 1671
Le recensement de 1671 indique que si l'île produit désormais dix millions de livres de sucre par an, seulement 37 % des habitations pratiquent la culture du sucre, avec parmi elles une moitié détenant un moulin permettant de broyer la canne. C'est moins que les 38 % d'habitations consacrées au tabac, en moyenne trois fois plus petites que les sucrières, le reste étant affecté principalement aux cultures vivrières.

#### Le recensement de 1680
Le recensement de 1680, lui, indique que 88 % des habitations ont moins de 16 esclaves, et 5 % entre 15 et 25 esclaves. Environ 2000 esclaves vivent sur les 31 plantations (3 % du total) qui en ont au moins 40, une seule dépassant les 100, avec un total de 135, inférieur aux 160 esclaves de la plus grande de 1660, celle de la famille du gouverneur Du Parquet.

## Guerres entre empires européens: compétitions dans les Antilles (1600-1800)
Le XVIIe siècle est marquée par de nombreux conflits en Europe. Les alliances se font et se défont entre les grandes puissances et les Antilles sont le théâtre de nombreux affrontements.
Alors que la paix anglo-néerlandaise vient d'être signée, l'imposante flotte hollandaise de l'Amiral de Ruyter attaque la Martinique le 19 juillet 1674. Les Hollandais débarquent mais, bien qu'ils soient beaucoup plus nombreux, sont vaincus lors de la bataille du Fort-Royal également appelée bataille du rhum. Cette débâcle et la victoire française lors de la guerre de Hollande marquent la fin des velléités coloniales hollandaises en Amérique.
La lutte se concentre entre les Français et les Anglais (et, après 1707, date de la fondation du Royaume-Uni, les Britanniques). Tous les grands conflits européens ont leur composante caraïbe. C'est notamment le cas de la guerre de Sept Ans qui vaudra à la France la perte de nombreuses possessions au profit de la Grande-Bretagne. La Martinique deviendra ainsi, par deux fois, possession britannique, mais pour d'assez courtes périodes. Elle restera définitivement française après 1816.
Au XIXe siècle, l’activité économique de la Martinique bénéficie de la perte par la France de Saint-Domingue (aujourd’hui Haïti et la République dominicaine), principale colonie française des Antilles au XVIIIe siècle. Saint-Pierre, capitale de la Martinique et principale  ville des Antilles au XIXe siècle, connaît alors une prospérité que seule l’éruption volcanique catastrophique de la montagne Pelée du 8 mai 1902 viendra interrompre, et dont elle ne se remettra jamais complètement.

## Instauration de l'économie sucrière par l'esclavage
Durant les premières décennies de l'occupation française, l'île est productrice de denrées coloniales fournissant de forts profits : tabac (petun), roucou, indigo, cacao, le tabac de la Martinique étant alors très apprécié. La crise du tabac de la seconde moitié du XVIIe siècle ruine les premiers planteurs qui se tournent vers la production de sucre. La monoculture de la canne à sucre va bientôt modeler le paysage et devenir partie intégrante de la culture créole. Elle dominera l'économie du pays jusqu'à la seconde moitié du XXe siècle.

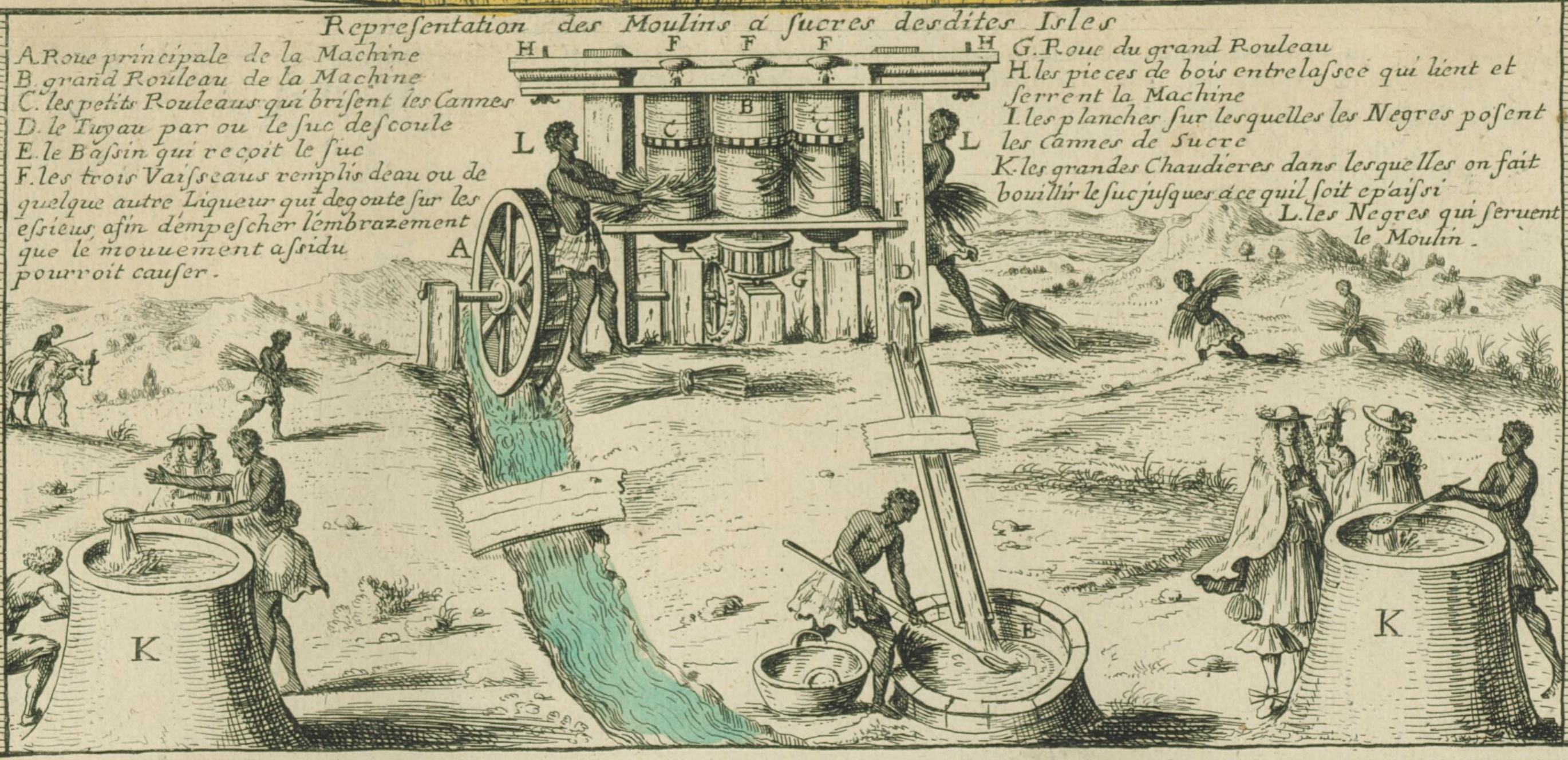
Croquis d'un moulin à sucre avec des esclaves au travail et des administrateurs de la Compagnie des Indes occidentales en 1667.

La culture de la canne à sucre telle qu'elle est pratiquée dans « l'habitation sucrière » demande une importante main-d'œuvre que la métropole ne peut fournir. Si la culture du tabac ou de l'indigo avait pu se faire avec les « engagés », la traite d'esclaves noirs provenant des côtes de l'Afrique est avancée comme unique solution susceptible de fournir les effectifs nécessaires à la culture de la canne à sucre.
Les engagés venaient sous contrat avec un planteur pour une durée de trois ans (d'où leur surnom de « trente-six mois »). Le planteur couvrait les frais du voyage et exigeait ensuite de l'engagé un travail semblable à celui de la main d'œuvre servile. Mais, à la différence de l'esclave, s'il réussissait à survivre aux terribles conditions de vie et de travail qui lui étaient imposées, l'engagé recouvrait sa liberté à l'issue des trois années de son contrat et se voyait allouer une terre lui permettant de devenir à son tour planteur.
La culture de la canne est synonyme de traite négrière par le commerce triangulaire (Europe, Afrique, Amérique) ou plus souvent en « droiture », entre les ports français (Bordeaux, Nantes) et la colonie. Par manque chronique d'espèces métalliques, le troc domine, tandis que la piraterie maintient le danger, même au cours des périodes de paix.

### Développement de l’esclavage à partir de la période 1671-1674
Le père Labat décrit dans ses ouvrages la société esclavagiste du XVIIe siècle. Les pratiques religieuses et militaires européennes y sont jugées plus ritualisées et ordonnancées que celle des Amérindiens. Des « engagés » blancs de 36 mois sont utilisés pour la fortification de l'île. Une fois affranchis, ils obtiennent des lopins de terre. Les plus riches planteurs recherchent alors une nouvelle main d'œuvre meilleur marché, en s'inspirant du succès des planteurs de sucre de la Barbade, où une élite militaire proche de la dynastie Stuart a importé des esclaves noirs en masse.
En 1638 l'administration refuse le droit à un capitaine de la Martinique de s'approvisionner en esclaves en Afrique. Les premiers trafics d'esclaves via les Hollandais touchèrent la Martinique vers 1641. La culture du sucre fut tentée en Martinique dès les années 1640, en s'inspirant de la réussite de la Barbade, mais sans succès. Il faut attendre les années 1650 pour qu'elle s'implante, et plus lentement qu'ailleurs. Les indiens caraïbes résistent plus longtemps qu'à la Guadeloupe où un traité est signé dès 1641 par Charles Liénard de L'Olive (1601-1643) pour les déporter à la Dominique. Mais les esclaves noirs n'arrivent pas assez vite, faute de filière pour la traite négrière, alors pratiquée, à petite échelle, par les seuls Hollandais. Le sucre est une culture violente, qui nécessite de grandes propriétés et "consomme" des esclaves jeunes, rapidement épuisés par le travail intensif de la coupe et du transport des cannes, effectué sous la menace du fouet. Leur espérance de vie étant particulièrement basse, il faut régulièrement les remplacer par de nouvelles recrues.
L'explosion du nombre d'esclaves correspond aux décisions prises à Versailles par Louis XIV entre 1671 et 1674 pour favoriser la culture du sucre au détriment de celle du tabac. Entre 1674 et 1680, le nombre d'esclaves en Martinique double. Entre 1673 et 1700, il a déjà sextuplé.

### Années 1680: explosion du nombre d'esclaves à la Martinique et à la Guadeloupe

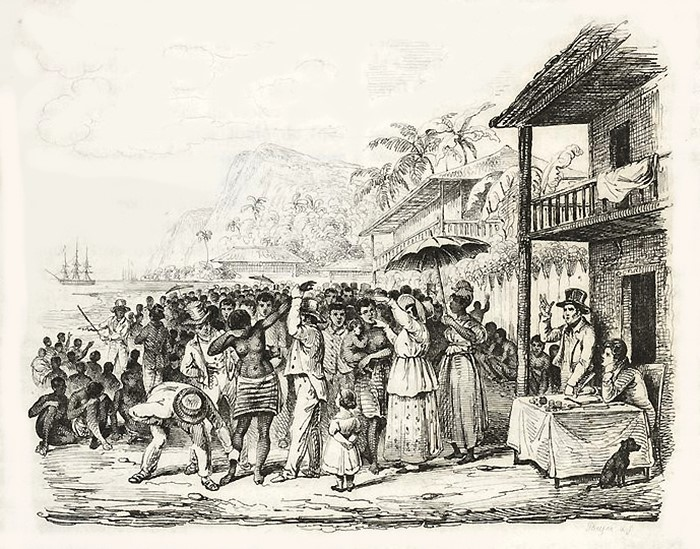
Vente d'esclaves à la Martinique, vers 1826, par Julien Léopold Boilly.

Le nombre d'esclaves baisse après 1664 dans les deux îles. La Guadeloupe, défrichée dès les années 1640 et contrôlée par un seul propriétaire, avait en 1660 environ 6 000 esclaves soit deux fois plus que les 3 000 de la Martinique, qui met les bouchées doubles à partir de 1674 et prend l'avantage dès 1680.
La population d'esclaves martiniquais diminua d'abord, dans les neuf années qui suivent la création en 1664 de la Compagnie des Indes occidentales de Colbert. Son remplacement en 1673, par la compagnie du Sénégal entraîne au contraire une multiplication par 4,5 dans les 14 années qui suivent. De 1687 à 1700, la progression se poursuit, mais plus lentement (+32 % en 13 ans), selon L'Administration des finances en Martinique, 1679-1790, de Gérard Marion.
| 1640  | 1660  | 1664  | 1673  | 1680  | 1682  | 1683  | 1686   | 1687   | 1696   | 1741   |
| 1 000 | 3 000 | 2 700 | 2 400 | 4 900 | 8 216 | 9 554 | 10 733 | 11 215 | 15 000 | 15 071 |

En Martinique, les planteurs possèdent 2 400 esclaves en 1673, contre 2 700 dix ans plus tôt en 1664, au moment la création de la Compagnie des Indes occidentales. Le Roi et les grands planteurs reprochent à cette compagnie « fourre-tout » de se disperser en Nouvelle-France (Québec) et d'être peu efficace dans la traite négrière.
Louis XIV abolit donc en 1671 le monopole de la Compagnie des Indes occidentales. La traite négrière est alors ouverte à tous les ports français, pour la doper par la concurrence. La Compagnie des Indes occidentales, en faillite, est dissoute en 1674. La Guadeloupe et la Martinique passent sous l'autorité directe du roi Louis XIV, qui pousse la culture de la canne à sucre, plus gourmande en capitaux mais beaucoup plus rentable, en donnant des terres à des officiers supérieurs en Martinique, où le sucre est alors moins développé qu'à la Guadeloupe.
En Guadeloupe aussi, les planteurs de sucre se plaignent de la Compagnie des Indes occidentales: leur population d'esclaves a diminué de 40 % en 7 ans, passant de 6 323 personnes en 1664 à 4 627 en 1671. La diminution se poursuit dans les années 1670: la Guadeloupe ne compte plus que 2 950 esclaves en 1680, deux fois moins qu'en 1664 : la « privatisation » de traite négrière après 1674 profite surtout à la Martinique. La Guadeloupe suit, avec un temps de retard, à partir de 1680, le nombre d'esclaves doublant en 20 ans pour atteindre 6 587 en 1700, puis 9 706 en 1710, selon Histoire et civilisation de la Caraïbe de Jean-Pierre Sainton et Raymond Boutin.
| 1656  | 1664  | 1671  | 1680  | 1683  | 1687  | 1700  | 1710  |
| 3 000 | 6 323 | 4 627 | 2 950 | 4 109 | 4 982 | 6 587 | 9 706 |

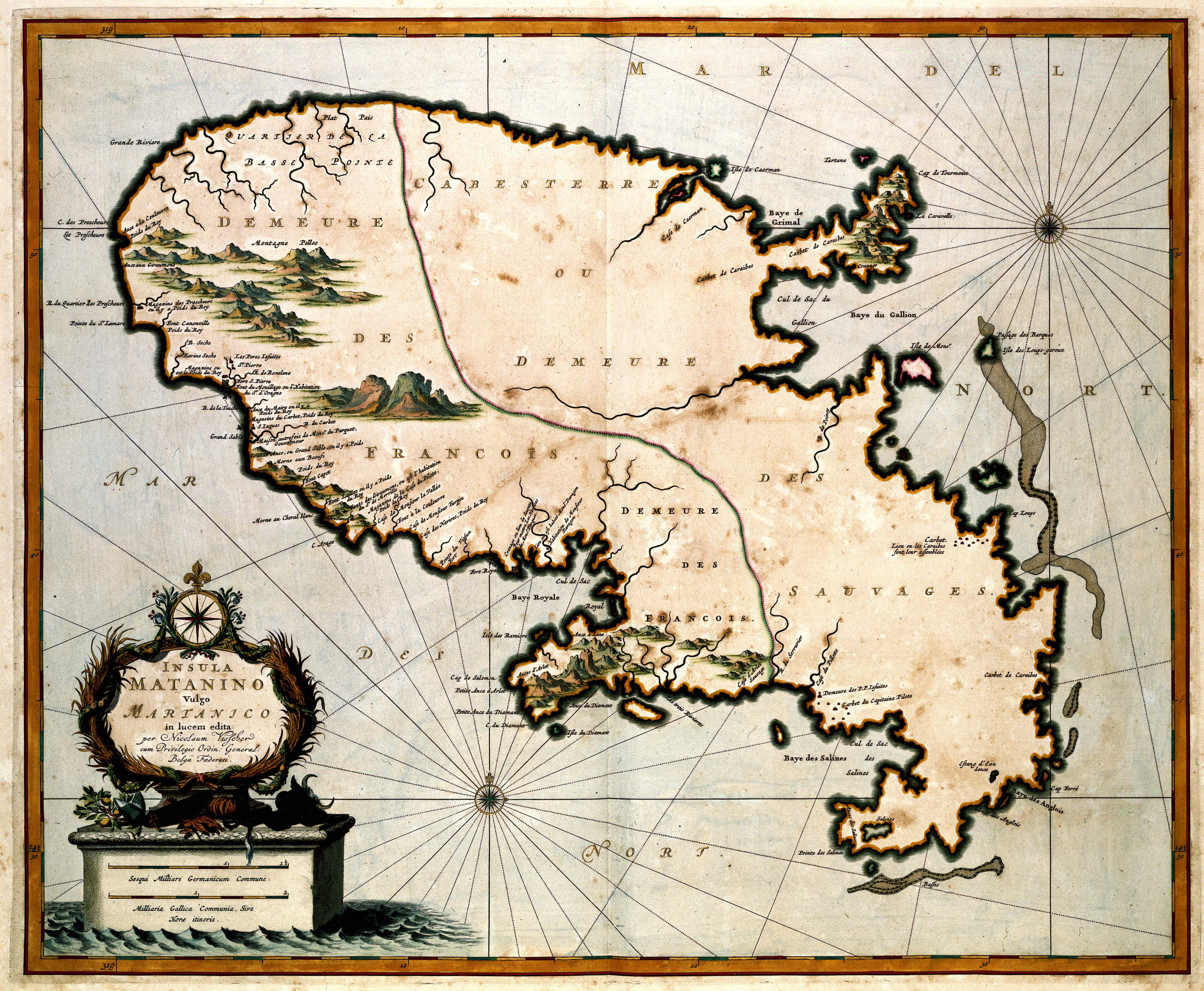
La Martinique en 1681.

Louis XIV avait croisé dès 1669 la veuve Scarron, marquise de Maintenon, dite « la belle indienne » car elle a passé son enfance en Martinique. Le roi prête aussi l'oreille à son ministre de la Défense, Louvois qui dirige la coûteuse guerre de Hollande (1672-1676), contre l'avis de Colbert et contre les Pays-Bas, détenteurs de l'asiento.
Ce monopole d'importation d'africains est concurrencé par la création en 1673 de la Compagnie du Sénégal, dirigée par le célèbre amiral Jean-Baptiste du Casse, dans le sillage de la Compagnie royale d'Afrique, fondée en 1672 par le duc d'York Jacques Stuart, cousin de Louis XIV et futur roi d'Angleterre. La Compagnie du Sénégal, comme la Compagnie de Guinée qui lui succède en 1700, institue la traite négrière à grande échelle.
L'investissement des Français et des anglais dans le commerce triangulaire, massif et simultané, fait flamber le prix des esclaves, alimentant de nouvelles filières. Il contribue à l'essor des ports français de Nantes et de Bordeaux, il fait en même temps baisser le coût du transport des esclaves au profit des planteurs de sucre. Les forts se multiplient sur le littoral africain. Dans les sept années qui suivent la création de la Compagnie du Sénégal, le nombre d'esclaves double en Martinique. En 25 ans, il sextuple. La Guadeloupe est rattrapée et dépassée.

### Remplacement des planteurs de sucre par les producteurs de tabac

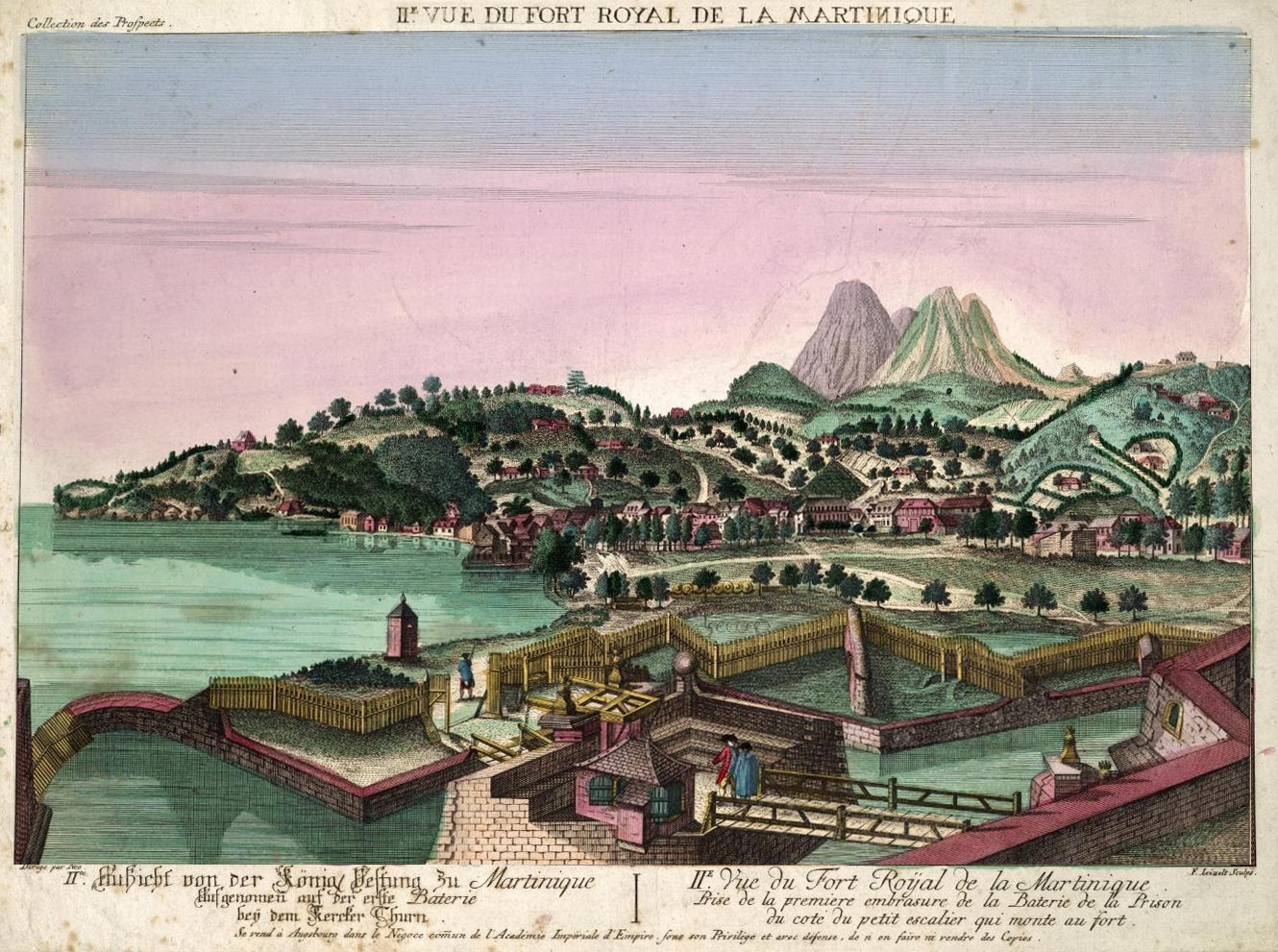
Vue de Fort-Royal, vers 1750.

La spéculation immobilière sur les terres à sucre éjecte les Blancs les moins fortunés, par ailleurs pénalisés par la ferme du tabac. Sa création en 1674 par Louis XIV entraîne la ruine rapide du tabac français. Le tabac produit en Virginie par les grands planteurs jacobites comme William Berkeley, moins taxé, profite de la contrebande. La Virginie passe de 2 000 esclaves en 1671 à 110 000 en 1750. Selon Fernand Braudel, les exportations de tabac de la Virginie et du Maryland sextuplent entre 1663 et 1699 avec le « passage du travail des Blancs à la main-d'œuvre noire », qui provoque la révolte de Nathaniel Bacon.
Le premier client de la Compagnie du Sénégal est le plus riche planteur de sucre de la Martinique: le capitaine Charles François d'Angennes, « l'un des initiateurs français de l'esclavagisme antillais », marquis de Maintenon, gouverneur de Marie-Galante depuis 1678, lui commande 1 600 esclaves en 1679. Il a le monopole du commerce sucrier avec le Venezuela espagnol et habite au Prêcheur, près de Case Pilote, deux paroisses jésuites, où vivent le quart des esclaves de Martinique en 1680.
Devenu capitaine d'un navire, la Sybille, en 1672, lors de la guerre contre les Hollandais mais revenu en France dès 1673, Charles François d'Angennes avait vendu son château et son titre à Françoise d'Aubigné, favorite de Louis XIV, qui devient alors marquise de Maintenon. Puis, en 1675, il repart combattre les Hollandais.
Nommé gouverneur de Marie-Galante, il vit en Martinique au village du Prêcheur, où il signa un contrat avec la Compagnie du Sénégal, pour recevoir une partie des 1 600 esclaves africains en quatre ans qu'elle s'est engagée à livrer.

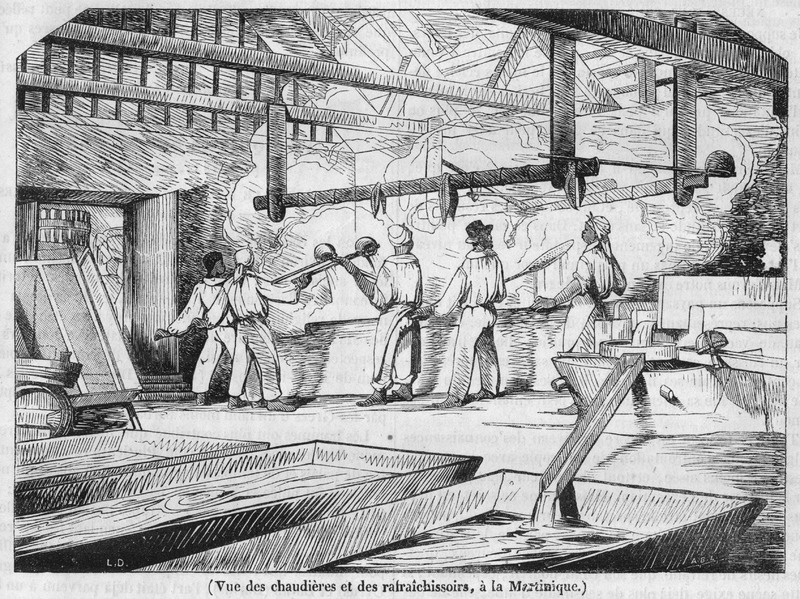
Esclaves raffinant le sucre à la Martinique.

Le roi lui donne en 1682 le monopole du commerce entre le Venezuela et les Antilles françaises, et le droit de raffiner du sucre sur place, alors que les autres planteurs devaient exporter la matière brute vers la France. Avec environ 200 esclaves en 1685, c'est le plus riche planteur de canne à sucre de la Martinique.

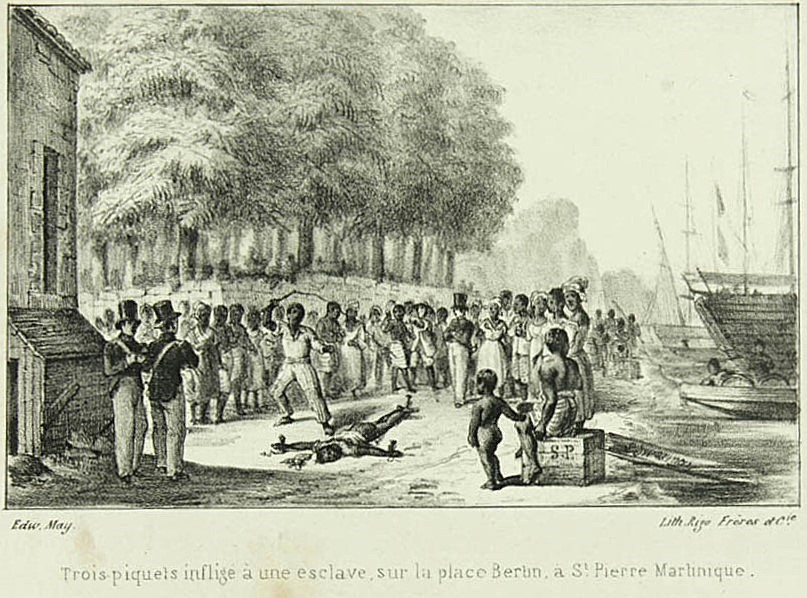
Supplice des trois piquets infligé à une esclave, place Bertin à Saint-Pierre, vers 1835.

Louis XIV précipite ainsi en 1680 l'histoire de la culture des plantes sucrières en donnant terres et titres de noblesse à tout planteur qui installe sur ses terres plus de cent esclaves, comme l'intendant Jean-Baptiste Patoulet, ou le capitaine de milice Antoine Cornette. Autre grand planteur en 1683, Nicolas de Gabaret, qui intègre la Liste des gouverneurs de la Martinique en 1689, associé de Charles François d'Angennes dans la raffinerie de sucre à Mouillage. L'amiral Jean-Baptiste du Casse assure la livraison de main d'œuvre. Dès 1680, on recense en Martinique 99 plantations de plus de 20 esclaves, cinq fois plus qu'en 1669.
Entre 1674 et 1692, le nombre de sucreries double. Saint-Pierre de la Martinique devient la capitale des Antilles françaises. Les esclaves les plus jeunes et les plus résistants sont réservés à l'élite de grands planteurs nobles. Le code noir de 1685 limite le métissage et règlemente la torture des esclaves.
Le 1er novembre 1755, la Martinique et les Petites Antilles sont balayées par le raz-de-marée provoqué par le tremblement de terre de Lisbonne. Les communes de La Trinité, de Fort-Royal et du Lamentin sont les plus touchées.

## Entreprise religieuse en Martinique: évangéliser et instruire
Une des volontés, principalement du pouvoir royal et du Saint-Siège, qui va se développer au cours du XVIIIe siècle chez l’administration coloniale, va être d’apporter une éducation aux populations des colonies. En Martinique, le processus d’instruction et d’éducation qui se développe dès la fin du XVIIe siècle mais principalement au cours du XVIIIe siècle est non négligeable de l’histoire coloniale de l’île. Éduquer, permettait à des pays tel que la France de faire perdurer leurs colonies mais aussi d’y instaurer une forme d’emprise et de contrôle. Cette volonté d’éduquer existait en Martinique et passait par l’évangélisation des esclaves puisque c'est aux ordres religieux présents sur le territoire que cette tâche d’éduquer et d’instruire la population fut confiée au titre de l’article 2 du code noir.

### Instruction des colons

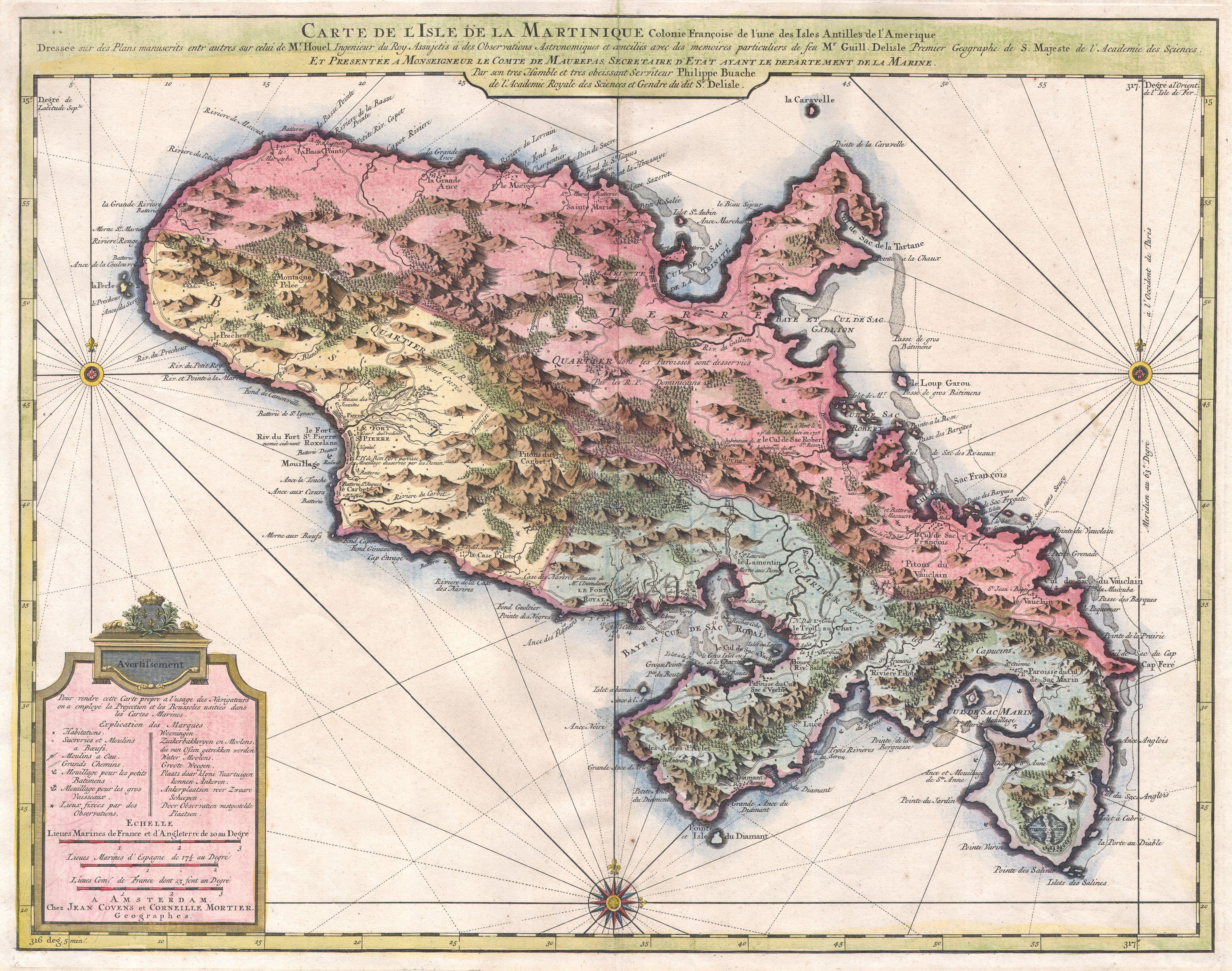
Carte de la Martinique (1742)

L’idée principale qui subsistait derrière ce processus était d’instruire pour permettre de former la jeunesse créole (personnes généralement d’ascendance européenne nées dans les anciennes colonies tropicales), à devenir la future élite martiniquaise. Les jeunes, garçons et filles créoles, avaient accès à l’éducation administrée par l’Église mais les établissements n’étaient pas mixtes. L’instruction des garçons n’avait pas la même visée que celle des filles, des différences de genre étaient alors en vigueur, d’où la création d’établissements féminins et d’autres masculins.
Différents établissements destinés à l’éducation de la population créole sont donc fondés et dirigés par des religieux en Martinique. On retrouve ces établissements dans les grands lieux de la colonie, tels que Saint-Pierre qui accueille dès 1682 une maison d’éducation destinée aux jeunes femmes et desservie par l’ordre de Sainte-Ursule, ordre composé de dames consacrées aux soins et à l’éducation. Pour avoir accès à cette éducation proposée par les Ursulines, les jeunes femmes devaient verser une pension permettant de loger correctement les pensionnaires ainsi que le coût de la nourriture et des domestiques.
Dans cet établissement, il est enseigné aux jeunes filles un sentiment d’appartenance au royaume de France en leur apprenant leurs droits et leurs devoirs au nom du Roi. Cela est le cas pour tous les établissements religieux destinés à l’enseignement. Ils s’inscrivent dans ce processus d’évangélisation amorcé par les missionnaires en instruisant la population martiniquaise à la religion catholique, donnant ainsi à ces personnes une forme de conscience religieuse et d’appartenance à une culture chrétienne et européenne.
Malgré l’existence du pensionnat des Ursulines depuis la fin du XVIIe siècle, l’éducation de la jeunesse se développe véritablement à partir des années 1760 en Martinique. En 1764 notamment est créée au Fort-Royal, autre ville importante de la colonie, la Maison de la Providence sous la direction de l’ordre des Capucins. Reconnue par le roi de France en 1768, la Maison de la Providence apporte non seulement un enseignement aux jeunes femmes créoles, mais aussi des soins aux femmes malades grâce à son hôpital et est entièrement administrée par des femmes missionnaires. L’objectif de cet établissement, est, à travers un enseignement religieux, d’enseigner aux jeunes filles de la Martinique la place qu’elles doivent occuper dans la société et la façon dont elles doivent se comporter. Les religieuses de cette maison veulent faire naître chez leurs élèves une conscience pieuse et leur enseigner à devenir de bonnes femmes chrétiennes. On prédestine ces jeunes filles à fonder une famille et ainsi partager et transmettre, au sein de leur foyer, les valeurs et les principes qui leur sont enseignés dans cette école. C’est pourquoi la Maison de la Providence est organisée de façon qu’elle se rapproche d’un cadre familial permettant de faire naître chez ces filles des valeurs qu’elles transmettront à leur descendance. Leur enseignement consiste à leur apprendre à devenir de bonnes mères. On leur enseigne en premier lieu les valeurs et vertus de la religion chrétienne catholique, auxquelles viennent s’ajouter des enseignements plus scolaires. Les élèves apprennent à lire et écrire, elles étudient la grammaire et l’orthographe de la langue française ainsi que l’arithmétique, l’histoire, la géographie et le dessin pour une durée d’enseignement de six ans.
Au Fort-Royal toujours, il existe aussi un établissement réservé à l’enseignement des garçons puisqu’en 1768 est fondée une école destinée aux jeunes garçons, le Collège Saint-Victor, lui aussi confié à l’ordre des Capucins avec l’aide à partir de 1776 des Frères des écoles chrétiennes de Paris. L’enseignement proposé permet d’assurer une instruction propre, fondée sur les principes et mœurs chrétiens. Il est donc du ressort des maîtres de proposer un enseignement de qualité, en accord avec les valeurs que l’on cherche à développer chez les jeunes créoles. Les mathématiques notamment sont très importantes dans l’enseignement de ces élèves. Les garçons doivent apprendre tout ce qui touche à l’économie comme la tenue des livres de compte par exemple puisque l’élite créole en devenir dans cette école est notamment destinée à devoir gérer tout ce qui a un rapport avec les finances de la colonie martiniquaise.
De plus, tout comme chez les jeunes filles de la Maison de la Providence, à Saint-Victor, les dogmes de la chrétienté régissent la vie des pensionnaires. Les journées sont donc organisées de sorte que les élèves puissent se consacrer à leurs devoirs religieux (messes, prières, catéchisme, etc). Hormis les mathématiques, les enseignements de type scolaires sont identiques chez les garçons et les filles, seule leur visée est différente. Les jeunes garçons créoles ont pour vocation de devenir de hauts personnels administratifs ou encore des comptables ou des marchands/négociants.
L’enseignement de la jeunesse créole est donc un véritable enjeu pour l’Église en Martinique, c’est sur celle-ci que repose l’avenir de la colonie, en les éduquant selon des coutumes et des valeurs européennes et catholiques.

### Évangélisation des esclaves
Les esclaves n’étaient pas destinés à devenir l’élite de la colonie, mais par obligation stipulée dans l’article 2 du code noir, ils devaient recevoir une instruction religieuse afin de les convertir ; ainsi la majorité d’entre eux est convertie au catholicisme au XVIIIe siècle. C’est pourquoi l’instruction religieuse des esclaves semble avoir été considérée, à la fois par le pouvoir royal mais aussi par l’Église, comme nécessaire pour leur permettre de développer une conscience religieuse, mais aussi, une mentalité et des principes dits européens. Les missionnaires doivent donc leur enseigner les dogmes catholiques. Cela passe notamment par le catéchisme, mais aussi par les messes auxquelles les esclaves convertis à la religion catholique doivent assister. Toute cette instruction des esclaves permet à l’Église de disposer d’une forme de contrôle sur ces derniers. Le Clergé colonial et les missionnaires envoyés dans l’espace caribéen est un clergé purement métropolitain fraîchement sortit des séminaires. Ils sont originaires de Rome ou de métropole c'est-à-dire de l’Europe, et ne connaissent rien aux pratiques locales, « créoles ». À cette époque, il n’existe donc pas de missionnaire créole, ou né dans les espaces coloniaux. Cette nature « coloniale » du Clergé met en avant les idées d’acculturation, de méconnaissance du terrain, de découverte[réf. nécessaire].  

## Révolutions de la fin duXVIIIesiècle(1750-1815): relations  métropole-colonies

### Guerre de Sept Ans (1756-1763)
Durant la guerre de Sept Ans, la Martinique est attaquée une première fois par les Anglais en 1759 puis une seconde fois en 1762. Fort-Royal et la colonie tombent aux mains des Anglais le 12 février 1762. Elle est rendue à la France un an plus tard à la suite de la signature du traité de Paris.

### Reprise des hostilités contre les Anglais pendant la révolution américaine (1765-1783)

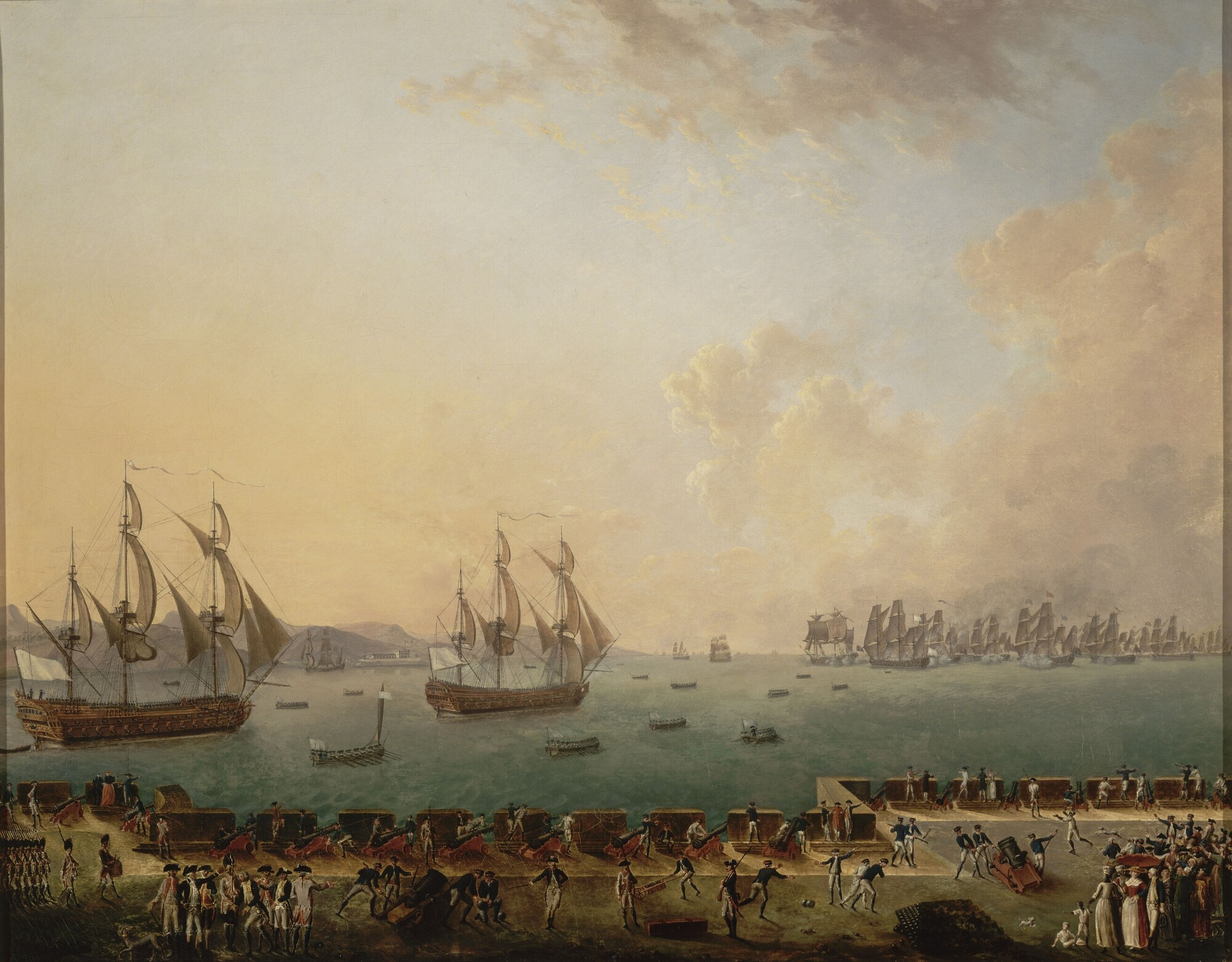
Le combat de la Martinique en 1779. L'île joue un rôle essentiel pour la flotte française pendant la guerre d'Amérique.

Dans le contexte de la révolution américaine (1763-1783), en 1778, la France s'associe avec les fraîchement proclamés États-Unis d'Amérique pour prendre sa revanche sur la Grande-Bretagne après la guerre de Sept Ans.
- Bataille de la Martinique (1779)
- Bataille des Saintes (1782)

## Statut de la Martinique pendant la révolution et les guerres du Premier Empire

### Abolition ratée et domination anglaise de 1794 à 1802
À la veille de la Révolution française en 1788, Brissot crée la Société des amis des Noirs à Paris. Malgré les efforts de ses membres les plus éminents comme l'abbé Grégoire ou Condorcet, elle ne peut obtenir l'abolition de l'esclavage auprès de la Constituante. La déclaration des droits de l'homme et du citoyen de 1789 tout comme la constitution de 1791 tolère l'esclavage.
Dès 1789, la Martinique est déchirée entre le pouvoir officiel révolutionnaire soutenus par les Pierrotins (habitants urbains de Saint-Pierre) et les békés (grands planteurs blancs), partisans de la royauté.

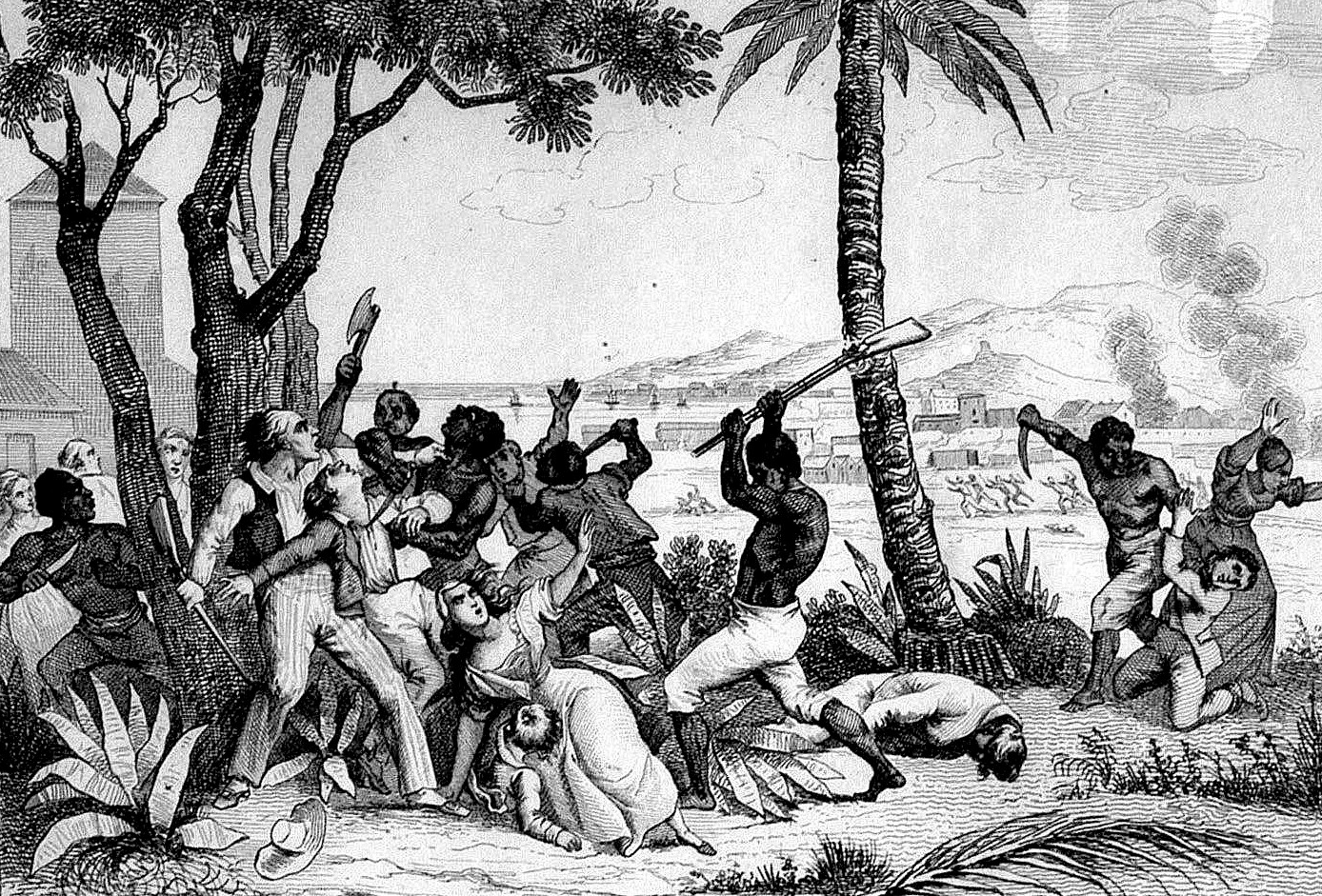
Esclaves de Saint-Domingue se révoltant contre leurs maîtres en 1791.

En août 1791, débute l'insurrection des esclaves dans le nord de Saint-Domingue.
Le 4 avril 1792, l'assemblée législative française élève au rang de citoyen tout homme de couleur libre et envoie le commissaire Rochambeau en Martinique  pour faire appliquer cette loi. L'Assemblée de la Martinique, qui s'intitule désormais Assemblée Constituante de la Martinique, accepte de promulguer cette loi. Elle refuse, en revanche, de laisser débarquer Rochambeau et ses hommes.
Plus tard, la Martinique entre en insurrection et arbore la cocarde blanche du parti royaliste. Les patriotes républicains abandonnent la colonie et se réfugient à la Dominique. Le 1er décembre 1792 arrive le capitaine de vaisseau Lacrosse chargé par la Convention de faire triompher la République toute récente ; la guerre éclate. Dubuc, leader des royalistes martiniquais se rend à Londres. Lacrosse, lui, se rend à Sainte-Lucie qui est fidèle à la République et rallie les hommes de couleurs libres à la Révolution.
L'Assemblée de la Martinique reconnait la République le 9 janvier 1793, le gouverneur Béhague et les royalistes s'enfuient. Le roi est guillotiné le 21 janvier. Rochambeau, nommé gouverneur de la Martinique en janvier y arrive le 3 février. Il s'installe à Fort-Royal, rebaptisée Fort-République ou République-ville, et dissout l'Assemblée coloniale. Il ferme tous les ports de l'île au profit de Saint-Pierre. Cette attitude écarte du régime de nombreux planteurs qui étaient disposés à se rallier à la République. Certains émigrent et vont renforcer le parti des royalistes émigrés à Trinidad.
Le Traité de Whitehall par lequel les Britanniques s’engagent à maintenir l’esclavage en échange du contrôle de l'île, est signé avec les Anglais par les colons esclavagistes menés par Dubuc, le 19 février 1793. Ces émigrés tentent avec l'appui des Britanniques de reprendre la Martinique. La flotte britannique se présente le 7 mai 1793 devant Case-Navire, mais son action mal coordonnée n'aboutit pas. Rochambeau prend des mesures d'exception.
Le 29 août 1793, Sonthonax décrète l'abolition de l'esclavage à Saint-Domingue (future Haïti).
Le 16 septembre 1793, les propriétaires blancs de l'île s'insurgent et entament une contre-révolution royaliste. La Convention abolit l'esclavage sur tout le territoire national par le décret du 4 février 1794. Le 6 février 1794, la flotte britannique du Lieutenant général Grey, forte de 16 000 hommes, bloque la Martinique. Saint-Pierre est prise par les Britanniques le 16 février, sans que l'abolition de l'esclavage décidée par la Convention le 4 février n'ait pu entrer en vigueur en Martinique.
Le 21 mars 1794, la domination militaire de l'île par la couronne britannique est totale, à la suite de la capitulation de Rochambeau après un siège de 43 jours : prise de la Martinique (1794).
L'esclavage est maintenu et l'ordre établi en échange de la très lucrative fiscalité sur le sucre. Ce pacte avec les Britanniques dure de 1794 à 1802. L'économie de plantation peut ainsi se poursuivre avec l'esclavage et la traite négrière, et près de 20 000 captifs supplémentaires seront importées en Martinique par les Britanniques pendant leurs 8 années d'occupation.
Dès lors, les propriétaires d’esclaves et les négociants vont apporter leur soutien à la Grande-Bretagne, confirmé par le traité de Whitehall à Londres, afin de préserver l’esclavage face aux idées révolutionnaires. Le rejet de la première abolition de l’esclavage dans les colonies françaises (1793-1794) marque un tournant dans le discours réactionnaire. Les administrations britanniques présentes dans l’île vont s’efforcer de maintenir les conseils souverains et cours de justices locales pour ne pas déstabiliser la société. Les habitants réputés révolutionnaires, républicains ou négrophiles sont déportés de Martinique. Ces déportations politiques ont pour but de régénérer une société esclavagiste déstabilisée. Les soldats, gardes nationaux, civils blancs et libres de couleur ayant servi la République sont déportés à Guernesey (dépendance de la Couronne britannique dans la Manche au large des côtes françaises) et certains regagnent la France. Les autres habitants libres, toutes couleurs confondues, doivent prêter serment d’allégeance au roi Georges III d’Angleterre. Ceux qui s’y refusent doivent quitter la colonie sur le champ. La période britannique (1794-1802) affiche une prospérité en demi-teinte. Les colons conservent leur autorité sur la société coloniale par le biais du « Conseil Privé ». Les membres sont nommés par le roi via son représentant sur place. Le pouvoir des planteurs est renforcé dans les prises de décisions politiques.
L'île redevient française le 25 mars 1802 dans le cadre de la paix d'Amiens mais l'esclavage est maintenu par Napoléon (alors 1er consul) via la loi du 20 mai 1802. Le retour d’une administration héritière de la Révolution et de la République fait craindre un soulèvement dans la colonie. Pourtant, le Premier consul réorganise l’administration par l’arrêté du 10 prairial an X (26 mai 1802). Le système bicéphale (gouverneur et intendant) est remplacé par un système tricéphale (capitaine-général, préfet colonial et grand juge) garantissant une séparation des pouvoirs. Villaret de Joyeuse (1747-1812), vice-amiral, royaliste et esclavagiste, devient capitaine général ; Louis Charles Henri Bertin (1752-1822), conseiller d’état, devient le premier Préfet colonial (1802-1804), remplacé par Pierre-Clément de Laussat (1756-1832) en 1803. Pourtant, la politique réactionnaire du Premier consul doit apporter davantage de garanties. Saint-Domingue est un prisme attirant l’attention des négociants, des armateurs et des propriétaires d’esclaves. L’avenir politique de l’île est lié à la survie de la traite et du système esclavagiste. Les impacts sont multiples pour les colons. La peur, l’imaginaire, le vécu et le pessimisme sont autant de facteurs qui renforcent le sentiment d’abandon et de victimisation des planteurs. Les violences domaniale et d’état vont être la réponse à ces ressentis.
L’administration française est rapidement confrontée à un problème d’ordre public, celui des prisonniers de couleur détenus par les Britanniques. Le 13 août 1802, Bertin prévient de l’urgence de déporter entre 1 500 et 2 200 individus de couleur, sans doute d’anciens soldats de la République de Saint-Domingue, de Guadeloupe, de Sainte-Lucie, ou bien des esclaves en fuite pris par les navires britanniques. Le 5 septembre 1802, un nouvel arrêté permet le retour des propriétaires blancs dans la colonie. La police des Gens de couleur libres et des esclaves est rappelée le 27 septembre 1802. Le 10 novembre 1802, le capitaine-général ordonne la fermeture de toutes les écoles réservées aux enfants de couleur. L’éducationest jugée dangereuse et contraire aux coutumes coloniales, car elle fait émerger des idées révolutionnaires et libertaires.
Le renforcement de la ségrégation de couleur est accentué par l’introduction du Code civil. Cela constitue un tournant dans l’évolution du droit local. La promulgation est actée le 7 novembre 1805. Son application est adaptée aux coutumes locales après d’âpres débats (le divorce par exemple). « Le titre de citoyen français ne sera porté dans l’étendue de cette colonie et dépendances que par les Blancs. » Le libre de couleur n’est pas assimilé à la citoyenneté en raison de sa couleur. Cela renforce la position politique des Blancs et le préjugé de couleur par la même occasion. La couleur devient un critère civique et renforce un groupe juridique local (« noirs, mulâtres, métis »). La pensée « racialiste » émerge progressivement par le rejet systématique d’une couleur de peau et l’association de caractères moraux propres celle-ci. Les libres de couleur devront attendre véritablement la Monarchie de Juillet pour obtenir des droits politiques tout en conservant les prérogatives de la société esclavagiste.
Villaret de Joyeuse intronise le tribunal spécial dans le dispositif juridique d’exception en s’appuyant sur le décret métropolitain du 18 pluviôse an IX (8 janvier 1801) pour lutter contre le banditisme. Le tribunal spécial est composé de huit membres (propriétaires, militaires et hommes de loi) et est établi le 17 octobre 1803 dans la colonie. Ce tribunal a pour but de rétablir l’ordre parmi les esclaves et de rassurer les propriétaires blancs de la survie de leur société. L'empoisonnement, les révoltes, les projets de révolte et le marronnage sont ciblés par cette instance militaire. Les créoles composent 50 % des membres du tribunal. Cela questionne sur le bon déroulement de la cour de justice spéciale. Des conflits d’intérêts peuvent interférer lors des affaires en raison des alliances et des amitiés avec les propriétaires des paroisses concernées. Les différentes affaires jugées n’ont aucun lien avec Haïti, elles s’inscrivent dans des problématiques socio-spatiales: des rancœurs entre esclaves, une haine contre le colon ou bien, souvent, envers ceux qui représentent l’autorité domaniale, l’économe et le commandeur. L’univers de la plantation demeure concentrationnaire. Ces violences serviles renforcent le sentiment d’insécurité des colons. Des dérives violentes de l’autorité domaniale (géreur, économe) dans les habitations vont résulter des craintes et du fantasme des révoltes esclaves.
Les mariages mixtes sont entravés du fait d'une ré-application progressive du Code noir par Richepanse, notamment à partir de son arrêté du 17 juillet 1802, retirant la nationalité française aux « gens de couleurs » libres.

### Nouvelle occupation anglaise de 1809-1814

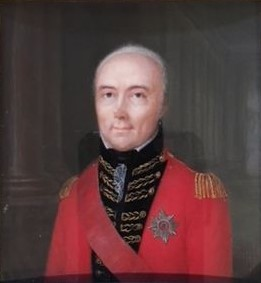
Portrait du général George Beckwith, peint en 1809 par Charlotte Martner.

La Paix d'Amiens est rompue dès 1803, et les combats reprennent aux Antilles. Après la prise de Sainte-Lucie et de Tobago, la flotte anglaise impose un blocus des côtes de la Martinique et tente un débarquement en novembre 1803. L'attaque échoue, mais les Britanniques s'emparent du Rocher du Diamant qu'ils fortifient. En 1805, le regroupement des flottes franco-espagnoles en provenance d'Europe et destinées à la conquête de l'Angleterre s'effectue à la Martinique.

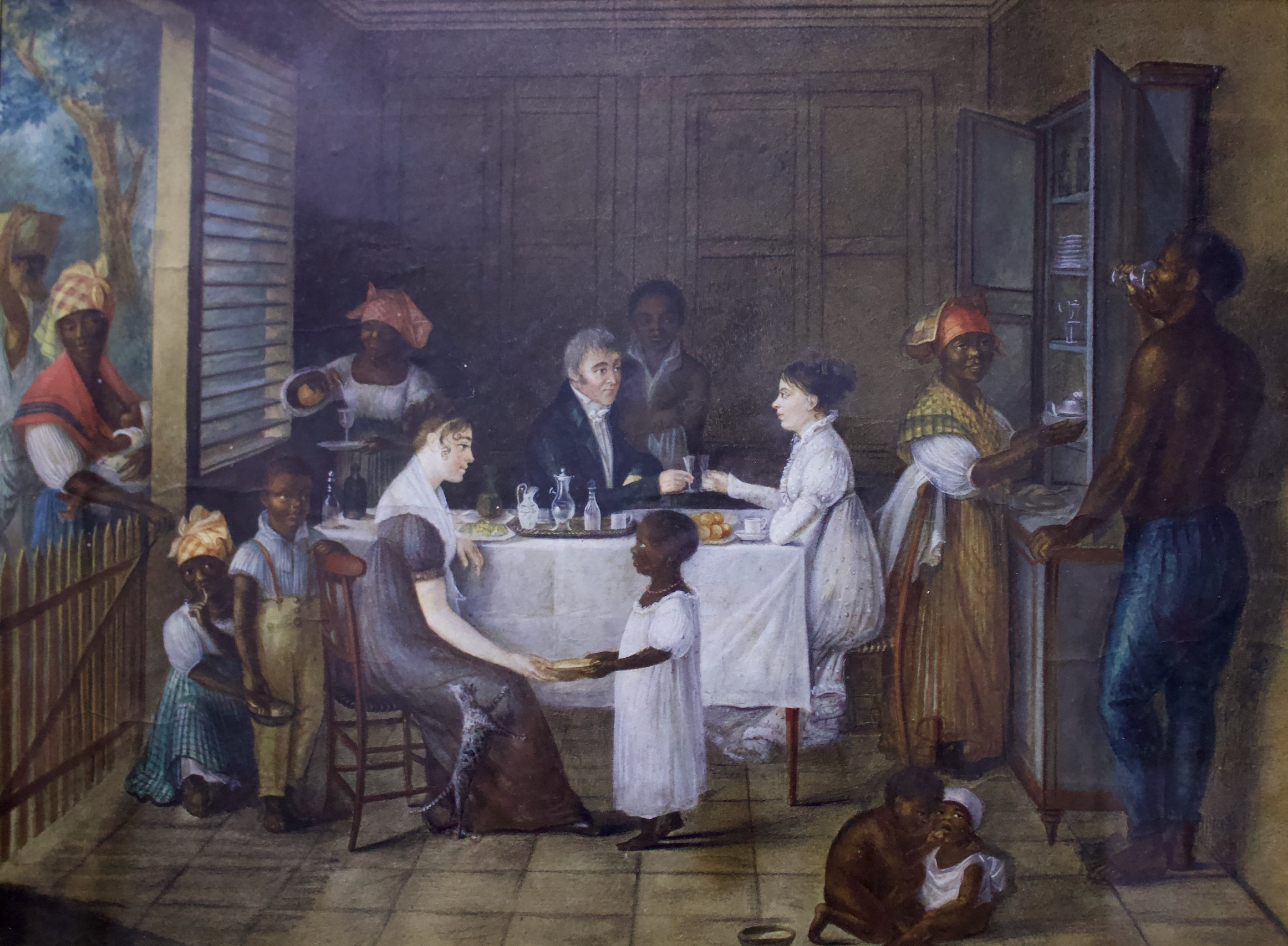
Autoportrait de Charlotte Martner, en compagnie de son mari et d'une hôte, ainsi que de leurs esclaves domestiques, dans une salle à manger à Fort-de-France, début du XIXe siècle.

En avril 1805, le rocher est repris à l'initiative de l'amiral espagnol Gravina lors de la bataille du rocher du Diamant. Néanmoins la flotte combinée fuit peu après devant l'arrivée de Nelson.
Le 30 janvier 1809, le général George Beckwith et 12 000 hommes débarquent en Martinique et assaillent Saint-Pierre qui est évacuée : prise de la Martinique (1809). Les Anglais provoquent la désertion de masse, en menaçant les colons qui combattent avec les Français de faire confisquer tous leurs biens. Le 2 février, ils prennent Fort-de-France et assiègent le fort Desaix où les forces françaises se sont réfugiées. Villaret de Joyeuse capitule le 24 février. L'année suivante, c'est au tour de la Guadeloupe de tomber.
Les Britanniques favorisent les colons en maintenant l'ancien régime esclavagiste. En raison du blocus continental, le sucre ne peut être exporté qu'en 1813. Les esclaves et les mulâtres, hostiles à l'occupant, se révoltent en 1811. La répression anglaise est terrible.
Napoléon est vaincu, mais, par le traité de Paris le 30 mai 1814, la Martinique et la Guadeloupe sont rétrocédées à la France, contrairement à Tobago et Sainte-Lucie.

### La Martinique sous la Restauration (1814-1848)

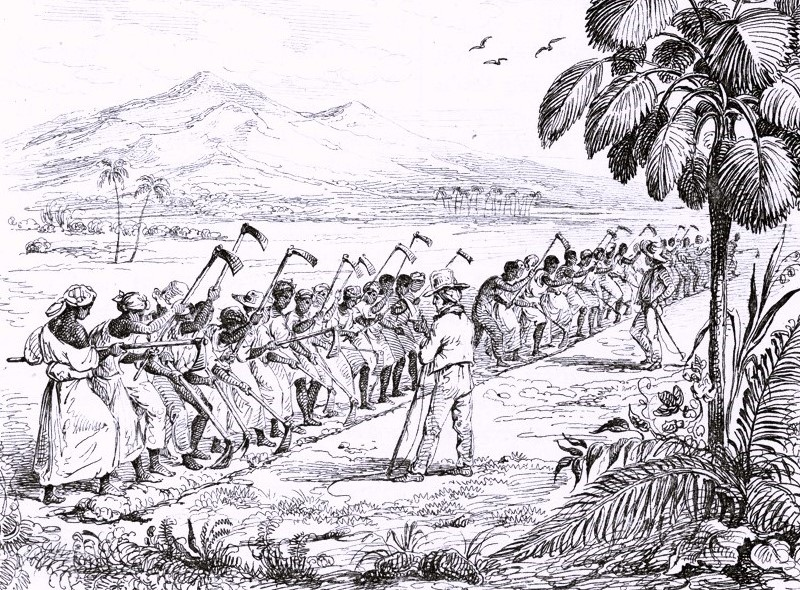
Esclaves au travail à la Martinique, vers 1826, par Jules Boilly.

En 1822, une révolte d'esclaves éclate au Carbet.
Le 11 janvier 1839, la Martinique est secouée par un tremblement de terre majeur qui, cumulé à un incendie, ravage la ville de Fort-de-France. Quatre ans plus tard, le 8 février 1843, un autre séisme majeur fait de gros dégâts dans l'île.

## Abolition de l'esclavage (1848) et immigration

### Abolition et révolte
L'abolition de l'esclavage (en domaine français) est à contextualiser : abolition de la traite négrière britannique (1807), abolition de l'esclavage au Royaume-Uni (1833-1838), traite négrière et esclavage dans l'Empire colonial néerlandais
La première abolition, décrétée par la Révolution en 1794, ne touche pas la Martinique qui était alors sous domination anglaise à la suite du traité de Whitehall signé notamment entre les colons esclavagistes et le royaume d'Angleterre. En 1802, Napoléon annule cette abolition pour les territoires restés français et maintient l'esclavage pour les territoires restitués à la France dont la Martinique. L'annulation de cette première abolition reste en vigueur au retour de la royauté en 1814-1815.

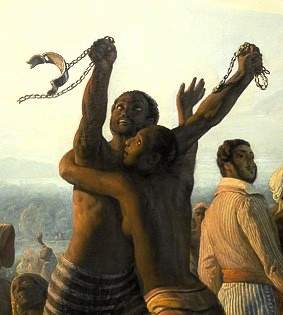
Proclamation le 27 avril 1848 de la seconde abolition de l'esclavage dans les colonies françaises.

Ce n'est que le 27 avril 1848 que Victor Schœlcher, alors sous-secrétaire d'État à la Marine et aux Colonies de la Deuxième République, appose sa signature au bas du décret mettant officiellement fin à l'esclavage. Toutefois, l’article 5 de ce décret prévoit une compensation pour les colons. Des indemnités furent donc accordées aux anciens propriétaires d'esclaves « ayant dû appliquer l’interdiction de l’esclavage » (loi du 30 avril 1849),.

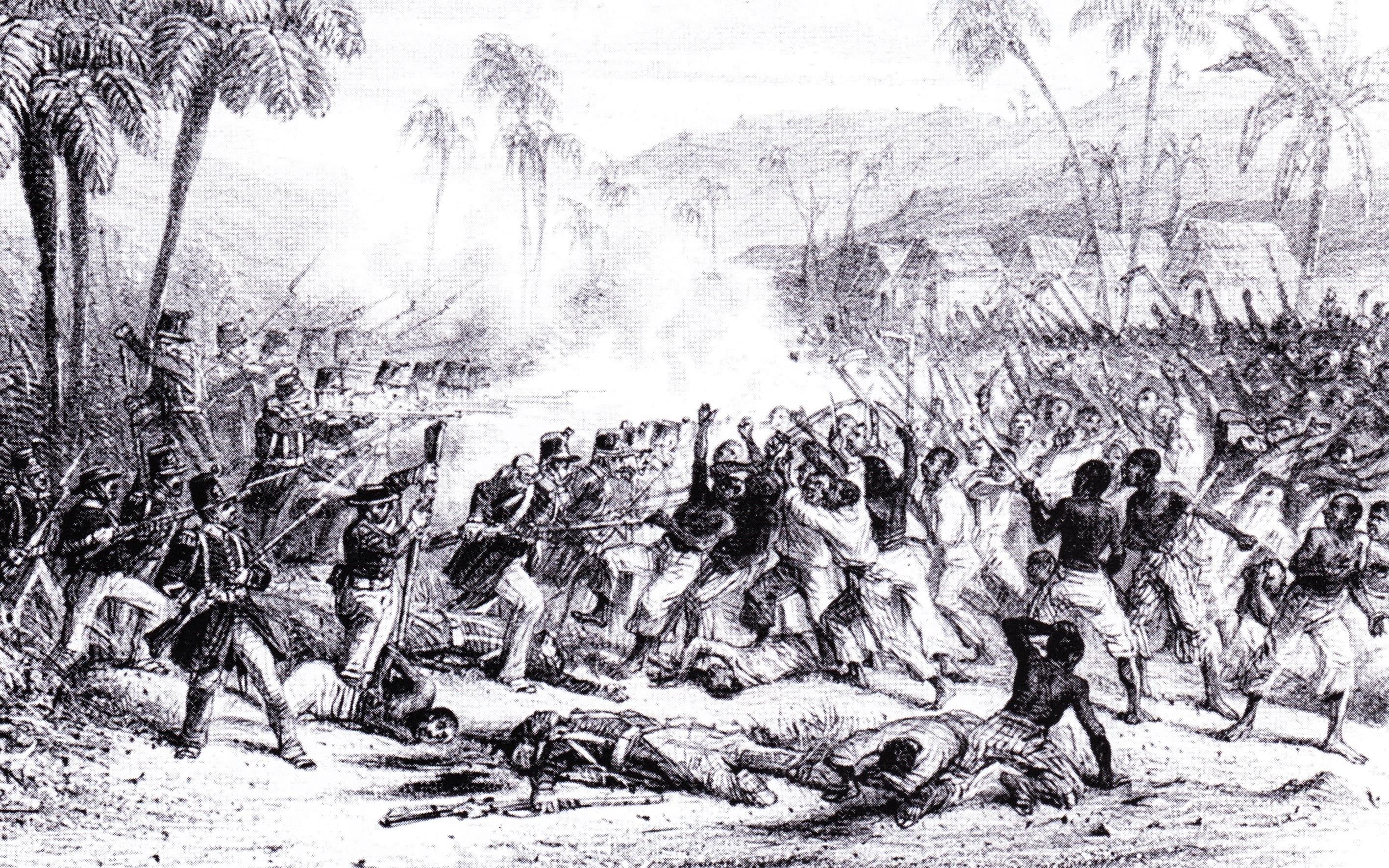
Gendarmes et colons affrontant les esclaves révoltés au Prêcheur en Martinique le 22 mai 1848. Cette insurrection oblige l'administration locale à abolir l'esclavage avant la date prévue.

Le 22 mai 1848 (date commémorative en Martinique), quelques mois avant la date prévue pour appliquer l'abolition de l'esclavage à la Martinique, une manifestation réclame la libération d'un esclave incarcéré pour avoir joué du tambour. Le maire du Prêcheur, Antoine Huc, ordonne aux gendarmes de tirer dans la foule, faisant trois morts et dix blessés. Des affrontements éclatent alors entre les manifestants et les soldats renforcés par des colons. Vingt révoltés sont tués, mais ils finissent par l’emporter, Huc et plusieurs békés s’enfuyant en bateau. Le peuple prend ensuite le contrôle de Saint-Pierre, la capitale, et exige l’abolition immédiate de l’esclavage. Celle-ci est ainsi décrétée le lendemain par le gouverneur de la colonie, le général Claude Rostoland.
| Population | Esclaves | Blancs | Libres de couleur |
| ---------- | -------- | ------ | ----------------- |
| 122 691    | 75 339   | 9 460  |                   |

### Engagisme et immigration

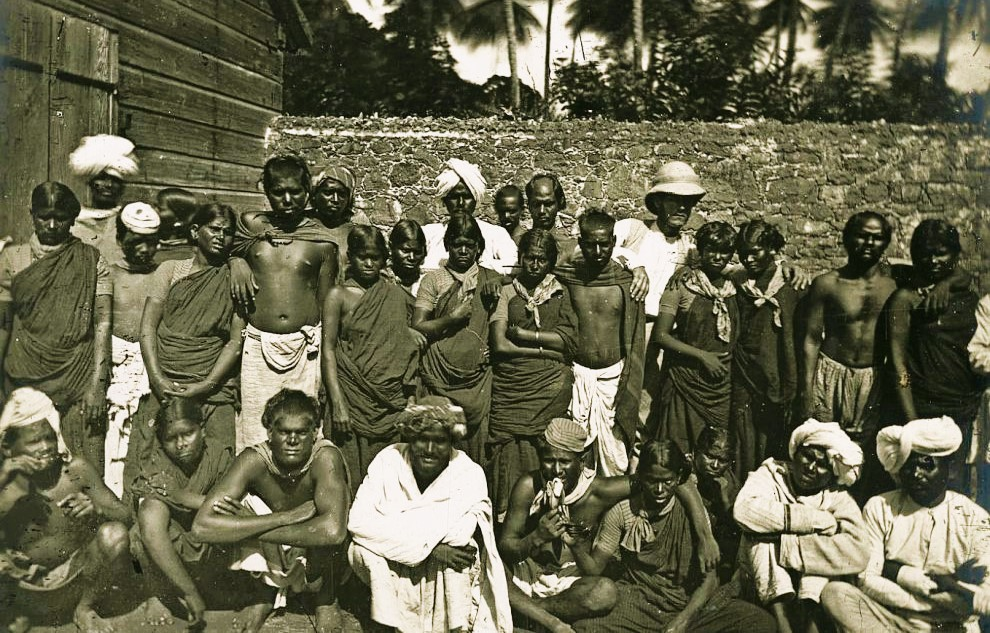
Engagés indiens à la Martinique, seconde moitié du XIXe siècle.

Dans la seconde moitié du XIXe siècle, la Martinique fut concernée par de nouvelles immigrations. La plantocratie locale, soucieuse de renouveler la main d'œuvre après l'abolition de l'esclavage, suscita l'arrivée dans l'île de 37 008 engagés sous contrat : 25 509 Indiens venant de Pondichéry, Madras et Calcutta, 10 521 Congos (engagés venus d'Afrique) et 978 Chinois en provenance de Shanghai et Guangzhou (Canton).
Aux chiffres de l'immigration officielle, il faut rajouter 119 Indiens arrivés de la Caraïbe anglaise, et 6 Chinois en provenance vraisemblablement des mêmes îles. Il convient enfin de mentionner pour mémoire, la venue à la même période de quelques centaines de Madériens et d'Européens.
Le 6 mai 1853 accoste à Saint-Pierre l'Aurélie, un navire en provenance de Karikal avec à son bord 313 « engagés » indiens. De nombreux autres bateaux arrivent pendant les trois décennies suivantes.
En ce qui concerne les mariages mixtes pour les Chinois, il y a eu entre 1858 et 1902 à Fort-de-France : 12 Chinois avec des Chinoises, 15 Chinois avec des Créoles, deux Chinois avec des Congos, et deux Chinois avec des Indiennes. Les couples mixtes entre Indiens et femmes de couleur durant cette période sont rares mais ont débuté dès leur arrivée en 1853 dû au manque flagrant de femmes du côté de leur communauté. En 1900, il restait 4 665 Indiens, 5 371 Congos et 432 Chinois.
Les Chinois, quant à eux, se sont rapidement intégrés à la population locale en abandonnant rapidement les champs de cannes pour se tourner vers le commerce.
Sur 10 521 Congos, il n'y eut en effet que deux à retourner en Afrique. Au 31 décembre 1900, secondes générations comprises, il restait 5 345 Congos, soit près de treize fois plus que les 432 Chinois, qui n'eurent qu'un rapatrié. Les Indiens comptèrent 11 951 rapatriés.
La Martinique n'a alors jamais connu de graves tensions inter-ethniques malgré son passé très mouvementé et les différentes communautés vivent en relative harmonie.
Contrairement à beaucoup d'idées reçues, il y a toujours eu des Amérindiens aux Antilles françaises. Cependant à partir du milieu du XIXe siècle, les Amérindiens ont été de plus en plus confondus avec les immigrants asiatiques à cause de leur ressemblance physique.
En 1861, de nombreux Martiniquais participent à l’intervention française au Mexique décidée par Napoléon III. Outre le peloton de gendarmes à cheval et la compagnie du génie colonial, une compagnie de volontaires créoles recrutés sur l'île se joint à l’expédition.

## Grande crise sucrière (1884-1905)

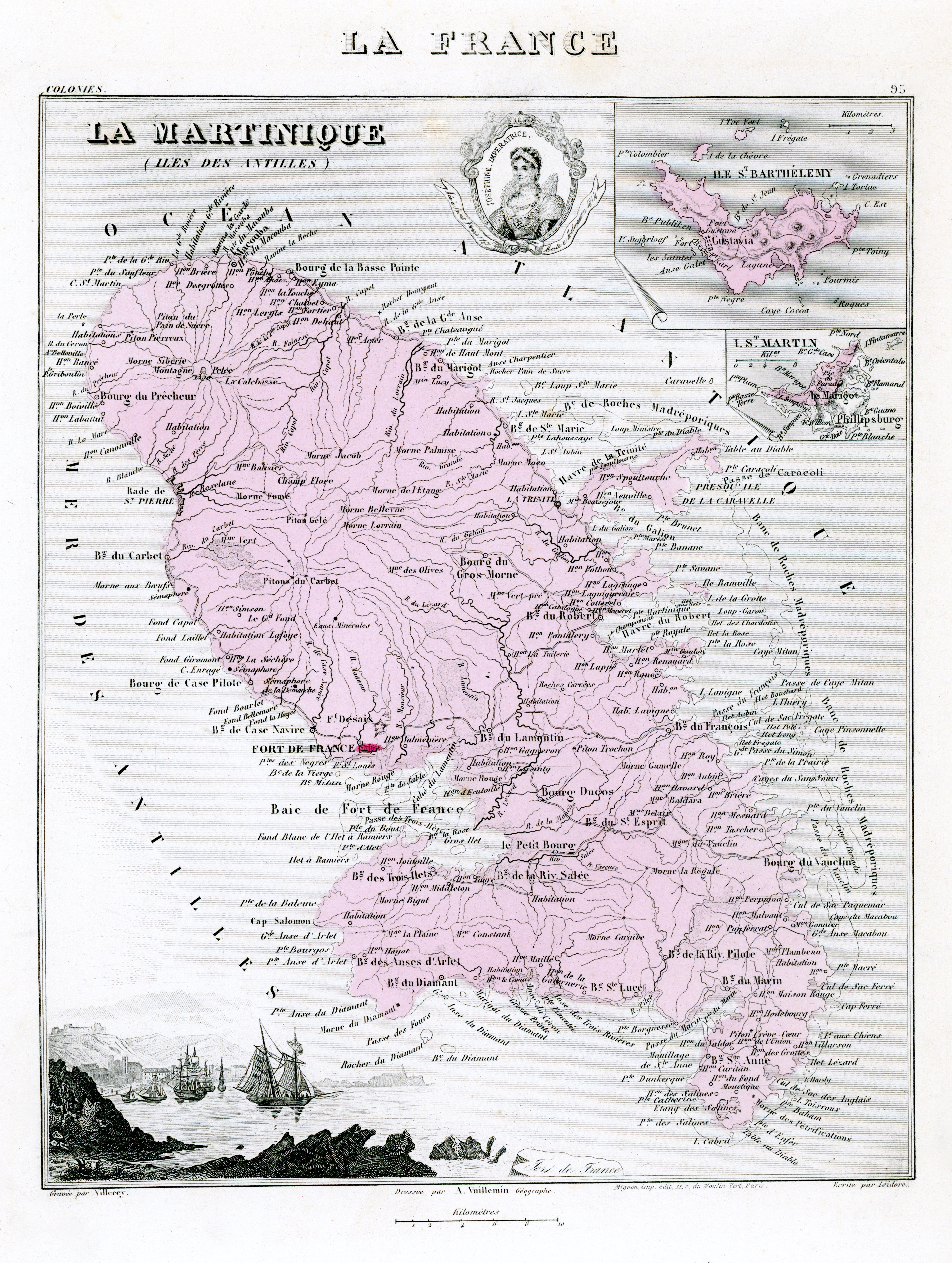
Carte de La Martinique (1880).

À partir de 1884, avec la concurrence de la betterave, une grave crise de surproduction de sucre s'installe à l'échelle mondiale. Les cours s'effondrent sur les marchés extérieurs qui n'offrent plus de débouchés intéressants et les usines les plus récentes qui n'avaient pas encore eu le temps de se constituer des réserves sont les plus touchées.
Des planteurs de canne martiniquais décident de baisser les salaires des ouvriers, tout en augmentant leur charge de travail, ce qui conduit à des mouvements de grève dont celle de 1900, la plus importante, qui fait au moins dix morts, tous ouvriers agricoles, : grève de février 1900 en Martinique.

## Éruption de la montagne Pelée (1902)
L'éruption de la montagne Pelée en 1902 a durablement marqué les esprits. Le 8 mai 1902, une terrible éruption provoquant la formation d'une nuée ardente tue tous les habitants de Saint-Pierre (à l'exception d'un prisonnier du nom de Louis-Auguste Cyparis, ou Sylbaris, sauvé par l'épaisseur des murs de son cachot) et des environs de la ville (30 000 morts). Le 30 août suivant, alors qu'un géologue s'était déplacé de Paris et avait prévenu du danger d'une nouvelle éruption, une nuée ardente tua encore 1 300 personnes au Morne Rouge.

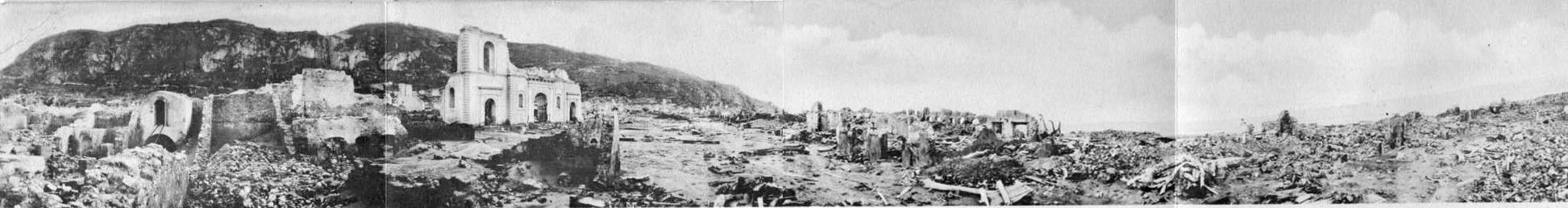
Panorama des ruines de Saint-Pierre après l'éruption de la montagne Pelée en 1902.

## An tan Robè, la Seconde Guerre mondiale
À la suite de la débâcle de l'armée française en juin 1940, le maréchal Pétain nomme l'amiral Georges Robert, Haut commissaire de la France aux Antilles. Dès lors, il devient le représentant du régime de Vichy en Martinique, où il est en poste.
Il gère la situation des possessions françaises face aux intérêts britanniques et surtout américains. Avec ces derniers, il obtient une sorte d'arrangement à l'amiable qui cantonne les possessions françaises d'Amérique dans une certaine neutralité et entend préserver ainsi la souveraineté nationale sur les colonies. Il veillera aux réserves d'or de la Banque de France entreposées provisoirement au fort Desaix à Fort-de-France.
L'amiral Robert impose un régime de rigueur et de répression accaparant les rares ressources disponibles et en particulier la nourriture qui n'arrivait dans l'île que via les ravitaillements américains. Le 9 mai 1942, l’amiral Hoover dénonce les accords franco-américains passés pour les Antilles et exige l’immobilisation de tous les navires français dans la zone. Il impose alors un blocus sur les îles françaises d’Amérique, qui aggrave encore les conditions de vie des Antillais.
L'absence de commerce avec la métropole entraîne une pénurie quasi générale et une disette chronique. Les produits de première nécessité comme la farine, la viande salée, le savon, le tissu firent défaut et furent remplacés tant bien que mal par des productions locales. La mortalité infantile crût de façon dramatique.
L'amiral Robert était un collaborateur zélé qui affichait clairement son mépris des populations de couleur. Il a tout fait pour empêcher le ralliement des Antillais et des Guyanais aux forces françaises libres multipliant les exactions contre les dissidents. Pourtant de nombreux Martiniquais ont rejoint par des moyens de fortunes, les îles anglaises de la Dominique et de Sainte-Lucie pour ensuite renforcer les troupes du général de Gaulle en Angleterre.
En avril 1943, la population se soulève contre l'administration vichyste autour du Comité Martiniquais de Libération Nationale (CMLN) avec les leaders Victor Sévère et Emmanuel Rimbaud. Le 24 juin, la foule est dans la rue à Fort-de-France aux cris de « Vive la France, Vive de Gaulle ». Le 29 juin 1943, la 3e compagnie basée au camp de Balata et placée sous l’autorité du Commandant Henri Tourtet, entre en mutinerie et se joint au mouvement de résistance.
L'Amiral Robert quitte contraint et forcé l'île en juillet 1943. Le pouvoir est aussitôt remis entre les mains d'Henri Hoppenot, l'ambassadeur de la France combattante à Washington, qui proclame le ralliement de la Martinique à la France libre le 14 juillet 1943. Louis Ponton venu d'Afrique équatoriale devient le nouveau gouverneur de la Martinique.
Les aînés martiniquais évoquent encore cette période en disant « an tan Robè », c'est-à-dire « du temps de Robert ».

## Assimilation et course vers l'égalité de droit (1946-présent)
La situation des Martiniquais après guerre est misérable. La Loi de départementalisation de 1946, défendue par le jeune député martiniquais Aimé Césaire, proclame l'assimilation des citoyens martiniquais à la nation française, instituant une forme de décolonisation inédite.
Si certains militants anticolonialistes se montrent critiques sur la départementalisation, lui préférant l'indépendance, d'autres soutiennent le projet en raison de la menace que représentent les États-Unis. Selon Daniel Guérin, auteur de Les Antilles décolonisées, « Certains possédants antillais, blancs ou même mulâtres, ne verraient pas sans déplaisir les États-Unis s'installer aux Antilles où le flot montant des revendications sociales met en danger leurs privilèges ».
Ce n'est qu'en 1996 sous la présidence de Jacques Chirac que les martiniquais obtiennent une égalité de droit complète avec les Français de métropole et l'accès complet aux mêmes aides sociales. Le SMIC ultramarin est aligné sur celui de France métropolitaine.

### Répression coloniale et émancipation à la Martinique
Le 20 décembre 1959, un banal accrochage entre un automobiliste métropolitain blanc et un motocycliste martiniquais noir déclenche trois jours d'émeutes à Fort-de-France, connues comme « les Trois Glorieuses », en référence aux trois journées révolutionnaires parisiennes de juillet 1830. Ces émeutes font 3 victimes - trois jeunes gens, tués par les forces de l'ordre (Christian Marajo, Julien Betzi et Edmond-Eloi Véronique dit « Rosile » âgés respectivement de 15, 20 et 21 ans) - et ébranlent durablement les Martiniquais. Il s'agit de la première grande crise qui intervient après la départementalisation de 1946.
Juridiquement, le Conseil d’État considère dans un avis de 1947 que : « les départements algériens sont des départements d'outre-mer ». Dans le cadre d'un appareil répressif plus vaste dans un contexte tributaire de l'effervescence des évènements d'Algérie, le 15 octobre 1960 est prise l'ordonnance Debré qui autorise les pouvoirs publics français à procéder à l'exil forcé en métropole des fonctionnaires de l'Outre-Mer soupçonnés par le pouvoir gaulliste d’encourager à la subversion et à l’agitation anticolonialiste par leur prises de position. Cette ordonnance, condamnée par le Conseil d'État, ne sera abrogée que le 10 octobre 1972.
En mars 1961, les ouvriers agricoles de l'île se mettent en grève pour réclamer des augmentations du salaire et une amélioration des conditions de travail. Le 24 mars, trois responsables syndicaux sont arrêtés dans la matinée. Devant les protestations, les syndicalistes sont relâchés le soir même, quand les gardes mobiles décident de tirer sans sommations sur la foule devant l'église du Lamentin. Cet épisode, resté dans l'histoire sous le nom de la « fusillade du Lamentin », fait trois morts - la couturière Suzanne Marie-Calixte et les ouvriers agricoles Alexandre Laurencine et Édouard Valide - ainsi que de nombreux blessés. À cette occasion, Georges Gratiant, maire communiste du Lamentin, prononce le célèbre « discours sur les trois tombes » pour dénoncer la répression coloniale. Les 22 et 23 avril 1961, à Paris, est créé le Front antillo-guyanais pour l'autonomie (FAGA) entre autres par Édouard Glissant, Marcel Manville, Albert Béville et Cosnay Marie-Joseph qui seront tous deux interdits de séjour dans leur île.
Le 14 octobre 1962, sous l'impulsion de quelques étudiants, est créé l'Organisation de la Jeunesse Anticolonialiste Martiniquaise (OJAM). Le 23 décembre, le Manifeste de l'OJAM est placardé sur tous les murs de l'île afin de commémorer les émeutes de 59. Les 18 jeunes auteurs de ce manifeste sont arrêtés, emprisonnés à Fresnes et accusés d'atteinte à la sûreté de l'État. Ils sont jugés, lors d'un procès politique en 1964 qui se soldera par un acquittement général. Dans le même temps, le Bureau pour le développement des migrations dans les départements d'outre-mer (BUMIDOM) est créé en 1963 pour favoriser l'émigration des habitants des départements d'outre-mer vers la France métropolitaine.
Un lycéen est abattu en 1971 par la police lors de la venue du ministre Pierre Messmer. Le 14 février 1974, les gardes mobiles métropolitains s'attaquent à des ouvriers agricoles de la banane qui font grève au lieu-dit Chalvet à Basse-Pointe, occasionnant de nombreux blessés par balles et un mort. Deux jours plus tard, le corps d'un étudiant de 17 ans - Georges Marie-Louise - tué par les forces de l'ordre est retrouvé abandonné non loin, provoquant de nouvelles manifestations qui se soldent par une augmentation de salaires mais laissent un souvenir marquant. Au début des années 1980, plusieurs attentats à la bombe sont perpétrés contre des bâtiments de l'État français en Martinique - le siège de Radio France Outre-Mer, Palais de Justice, gendarmerie… - revendiqués par l'Alliance révolutionnaire caraïbe.
L'indépendantiste Alfred Marie-Jeanne, membre du Mouvement indépendantiste martiniquais fondé en 1978, est élu député en 1997 puis président du conseil régional de la Martinique l'année suivante.

## Années 2000

### Projet de valorisation culturelle et patrimoniale (2000)
Dans les années 2000 est lancé par la président du conseil régional de la Martinique Serge Letchimy un projet de valorisation culturelle et patrimoniale de la Martinique, dirigé depuis 2011 par l'écrivain Patrick Chamoiseau notamment à Saint-Pierre et aux Trois-Îlets,. Il vise à faire participer les Martiniquais au balisage mémoriel de leur île pour se réapproprier leur espace et leur histoire (amérindienne, esclavagiste et coloniale).

### Évolution institutionnelle en Martinique
Le 1er janvier 2016, le département de la Martinique devient officiellement la Collectivité territoriale de Martinique, c'est-à-dire une collectivité territoriale unique de la République française régie par l'article 73 de la Constitution. Son organe exécutif est le conseil exécutif (qui succède aux présidents des conseils régional et général) et son organe délibérant est l’assemblée de Martinique (qui remplace le conseil régional et le conseil général).

## Quelques dates relatives à l’histoire de la Martinique
- 130 apr. J.-C. : apparition des premiers habitants de la Martinique : les Arawaks originaire d'Amérique du Sud.
- 295 apr. J.-C. : les Arawaks sont décimés à la suite de l'éruption de la montagne Pelée.
- 400 apr. J.-C. : retour des Arawaks et repeuplement de l'île.
- 600 apr. J.-C. : les Caraïbes, aussi originaires d'Amérique du Sud, exterminent les Arawaks et s'installent sur l'île pendant plusieurs siècles.
- 1502 : le 15 juin, Christophe Colomb est le premier européen à débarquer sur l'île.
- 1635 : le 17 septembre, prise de possession de la Martinique par Pierre Belain d'Esnambuc, sous la protection de Richelieu, au nom de la Compagnie des Isles d'Amérique. Début de la colonisation française. P. Belain d'Esnambuc fonde la ville de Saint-Pierre.
- 1642 : Louis XIII autorise la déportation d'esclaves africains dans les colonies : début de la traite des Noirs.
- 1657-1658 : massacre puis expulsion des derniers Caraïbes de la Martinique par les colons français, expulsion des Indiens caraïbes de la Martinique.
- 1669 : le Gouverneur Jean-Charles de Baas fonde la ville de Fort-Royal (aujourd'hui Fort-de-France).
- 1674 : invasion hollandaise de la Martinique ; décembre : la Martinique est rattachée au Domaine du roi.
- 1759 : Invasion de la Martinique (1759) (Guerre de Sept Ans).
- 1762 : Invasion de la Martinique (1762) (Guerre de Sept Ans).
- 1766 : le 2 août naissance à Saint-Pierre de Louis Delgrès, chef de la résistance contre les troupes du général Antoine Richepance envoyées par Napoléon Ier pour rétablir l'esclavage en Guadeloupe.
- 1793 : le 4 février, Jean Baptiste Dubuc signe les accords de Whitehall à Londres soumettant la Martinique aux Britanniques tant que la royauté n'est pas rétablie en France. Cela garantit notamment le maintien de l'esclavage.
- 1794 : Prise de la Martinique (1794) ; la Convention vote l'abolition de l'esclavage, pas appliquée à la Martinique du fait de l'occupation par les Anglais.
- 1794 : les Anglais débarquent en Martinique le 6 février. Le Général Rochambeau capitule le 21 mars après un siège de 43 jours au Fort Saint-Louis.
- De 1794 à 1802 : première occupation anglaise (8 ans) de la Martinique. Le traité de Whitehall du 19 février 1794, signé à Londres entre la Couronne britannique et les grands planteurs de la Martinique, de la Guadeloupe et de Saint-Domingue, leur permet d'échapper à la Révolution française et de bloquer l'abolition de l'esclavage votée le mois précédent par la Convention.
- 1800 : le sainte-lucien Jean Kina, colonel dans l'armée d'occupation anglaise, est arrêté alors qu'il tente de se joindre à des esclaves insurgés. Le gouverneur de la colonie le sanctionne en l'expulsant vers les États-Unis.
- 1802 : la Martinique est restituée à la France par le traité d’Amiens du 25 mars 1802.
- 1802 : après le traité d'Amiens, Napoléon Bonaparte maintient l'esclavage à la Martinique par la Loi du 20 mai 1802. La Martinique est tenue sous la main de fer du Capitaine Général Villaret-Joyeuse[71].
- septembre 1802 -janvier 1803: Déportation des prisonniers de couleur de Fort-Royal vers Aruba et les côtes du Venezuela[71].
- novembre 1802: procès sur l'habitation Eyma au Lamentin : 6 esclaves exécutés.
- 1803-1809: instauration du tribunal spécial en Martinique envers les esclaves.
- 1805: introduction du Code civil uniquement pour les "Blancs" réputés citoyens.
- juillet 1805: procès d'esclaves au Vauclin : 1 esclave condamné à mort.
- juin 1806: Procès d'Émilie[98]. Affaire d'empoisonnement sur la mère de l'impératrice. Condamnation à mort d'Émilie sa domestique[99].
- décembre 1806: Assassinat d'un géreur sur l'habitation Germond au Marin par un atelier d'esclaves. 13 esclaves condamnés à mort[71].
- juin 1807: Procès esclaves à Basse-Pointe: 3 esclaves condamnées à mort[71].
- novembre 1807: procès des esclaves empoisonneurs de Basse-Pointe: 19 esclaves brulés vifs, 5 à la chaine à perpétuités et 2 esclaves à la déportation[100].
- janvier 1808; procès d'esclaves à Saint-Pierre: 19 esclaves exécutés.
- février 1808: procès des esclaves empoisonneurs au Lamentin: 11 esclaves brulés vifs.
- février à août 1808: 6 procès d'esclaves (Vauclin, Morne rouge, Fort Royal, François, Grande Anse):  9 esclaves exécutés[101].
- 1809 : débarquement anglais du 30 janvier 1809, capitulation de Villaret-Joyeuse le 24 février, Prise de la Martinique (1809).
- De 1809 à 1814 : seconde et dernière occupation anglaise (5 ans) de la Martinique. Retour d'une politique favorable aux colons esclavagistes[75].
- 1814 : la Martinique est restituée à la France par le Traité de Paris du 30 mai 1814.
- 1822 : insurrection d'esclaves au Carbet faisant 2 morts et 7 blessés. La répression est impitoyable, 19 esclaves condamnés à mort, 10 condamnés aux galères, 6 au fouet, 8 à assister aux exécutions[102].
- 1823 : arrestation de Cyrille Bissette, Fabien et Volny pour la diffusion de l'opuscule De la situation des gens de couleur libres. Lors du procès en première instance Bissette est condamné au bannissement à perpétuité du territoire français, il fait appel et la Cour Royale le condamne à la marque et aux galères perpétuelles[102].
- 1848 : signature le 27 avril par le gouvernement provisoire du décret d'abolition de l'esclavage dans toutes les colonies françaises.
- 1848 : les 22 et 23 mai, Révolution antiesclavagiste à Saint-Pierre et signature sous la pression des esclaves insurgés du décret d'abolition de l'esclavage par le Gouverneur Claude Rostoland.
- Au XIXe siècle, les principaux défenseurs de l'abolition de l'esclavage en Martinique furent Victor Schœlcher, Cyrille Bissette, Auguste-François Perrinon et Pierre-Marie Pory-Papy.
- 1870 : insurrection du sud de la Martinique à la suite d'une altercation entre le béké Codé et l'artisan Lubin. Codé est lynché par la foule et de nombreuses usines à sucre sont incendiées dans le sud de l'île. La répression fut impitoyable, 74 condamnés dont 12 fusillés, les autres ont été déportés aux bagnes de Guyane et de Nouvelle-Calédonie. Les leaders de cette insurrection sont Louis Telga, Eugène Lacaille et une femme, Lumina Sophie dite « Surprise ».
- 1881 : le 21 juillet, inauguration du lycée de Saint-Pierre, premier lycée laïque de l’histoire de la Martinique. À partir de 1882, ouverture de nombreuses écoles laïques sur toute l'île grâce à l’acharnement du député Marius Hurard, le père de l’école laïque en Martinique.
- 1900 : lors d'une grève pour revendication d’un salaire de 2 francs par jour[103], un mouvement de 400 ouvriers agricoles en direction de l'usine du François est stoppé par des militaires qui ouvrent le feu. « Officiellement, la fusillade a fait 10 morts et 18 blessés dont 12 grièvement atteints. Mais plusieurs ouvriers touchés avaient regagnés leurs cases et auraient également succombés à leurs blessures ». Les négociations qui suivent avec notamment le grand propriétaire Jean Hayot et en présence d’environ 2000 grévistes, aboutissent à une augmentation de salaire et un assouplissement de certaines conditions de travail (accord du 15 février 1900)[104],[105].
- 1902 : le 8 mai, l'éruption de la montagne Pelée détruit entièrement la ville de Saint-Pierre, faisant 30 000 morts.
- Le 25 juin 1913, Aimé Césaire naît à Basse-Pointe.
- Le 20 juillet 1925, Frantz Fanon naît à Fort-de-France.
- Le 21 septembre 1928, Édouard Glissant naît à Sainte-Marie.
- 1932, un avion se pose pour la première fois sur le sol martiniquais. il effectue la liaison Cayenne - Antigua et dépose un passager.
- Le 12 janvier 1934, le journaliste et militant communiste André Aliker est retrouvé mort et ligoté à Case-Pilote. Les coupables n'ont jamais été retrouvés.
- 1945 : le 27 mai, Aimé Césaire est élu Maire de Fort-de-France puis député.
- Le 19 mars 1946 : la Martinique devient un Département d'Outre-Mer. Le premier préfet de l'île est Pierre Trouillé. Georges Gratiant est élu en 1946 premier Président du Conseil Général du nouveau département.
- 1948 : le 4 mars au Carbet, sur l'habitation Lajus, à la demande du propriétaire Jaques Bailly, les gardes mobiles envoyés par le préfet Trouillé tirent sans sommation sur des ouvriers en grève. Le bilan est de 3 morts et deux blessés graves[106].
- 1948-1951 : « l'affaire des 16 de Basse-Pointe ». Le béké Guy de Fabrique est assassiné sur l'habitation Leyritz à Basse-Pointe. 16 coupeurs de canne de couleur, dont 3 d'origine indienne, tous syndiqués, sont accusés du meurtre. À l'issue du procès retentissant qui s'est déroulé à Bordeaux, ancien port négrier, les 16 ouvriers agricoles ont été acquittés faute de preuve[107].
- 1950 : mise en service de l'aéroport de Fort-de-France
- 7 mars 1951 : fusillade de la Chassaing. Après un mois de grève particulièrement suivi, par 20 000 ouvriers agricoles sur les 40000 que compte l'île, une centaine de grévistes se dirigent vers la mairie de Ducos. Ils sont encerclés par des gendarmes et des CRS qui, sans sommation, les dispersent en faisant usage de gaz lacrymogène et de fusils. Le bilan est de 5 blessés, accompagné de 23 arrestations. 14 d’entre eux sont condamnés dont huit à des peines de prison ferme[106].
- 1959 : trois jours d'émeute à Fort-de-France à la suite d'une altercation raciste sur la place de la Savane. La répression des CRS fait 3 morts, Marajo, Rosile et Betzi[108].
- 24 mars 1961 : fusillade du Lamentin. À la suite de l'arrestation de deux ouvriers grévistes, un rassemblement se forme dans la cantine du Lamentin. Tandis que le maire du Lamentin, Georges Gratiant, négocie avec les autorités, Roger Aubéry, l'administrateur béké de l'unsine du Lareinty, vient provoquer les ouvriers. Une bagarre éclate et ce dernier est contraint de se réfugier dans une maison voisine, tandis que les grévistes découvrent des armes dans sa jeep. À la nuit tombée les deux ouvriers arrêtés ne sont toujours pas libérés et l'attroupement perdure. La gendarmerie déclenchent alors une véritable opération commando pour ramener Aubéry. Sans sommation, ils tirent deux salves de mitraillettes dans la foule. Le bilan est de 3 morts (de 21 à 26 ans) et 25 blessés[106].
- 1962 : première revendication indépendantiste en Martinique. Il s'agit de l'affaire autour du Manifeste de l'OJAM (Organisation de la jeunesse anticolonialiste de la Martinique). Les auteurs de ce manifeste sont 18 jeunes étudiants Martiniquais. Ils ont été condamnés pour atteinte à la sûreté de l'État et emprisonnés à Fresnes. Puis ils ont été acquittés après 2 ans de procès.
- 1965 : le premier avion gros porteur, un Boeing 707 atterri à la Martinique.
- 1974 : au mois de février, grève agricole dans le secteur de la banane. La répression policière fait 2 morts, Georges Marie-Louise et Rénor Ilmany[109],[105].
- 1983 : la Martinique devient une région à part entière avec la création d'une nouvelle collectivité, le Conseil Régional. Aimé Césaire est élu premier Président du conseil régional.
- 1996 : l'égalité sociale entre la France et les DOM est réalisée sous la présidence de Jacques Chirac. Alignement du SMIC des DOM sur celui de la France métropolitaine.
- 1997 : l'indépendantiste Alfred Marie-Jeanne est élu député de la Martinique puis en 1998 il est élu président du Conseil Régional. C'est une première dans l'histoire de la Martinique.
- 2003 : une évolution institutionnelle été envisagée, dans laquelle le conseil régional et le conseil général fusionneraient en une institution unique. Cette proposition a été rejetée à 50,48 % (abstention 56,06 %) par le referendum du 7 décembre 2003.
- 2005 : le 16 août, crash d'un vol charter de la compagnie colombienne West Caribbean entre le Panama et la Martinique. L'avion un MD80 avec à son bord 160 passagers dont 152 martiniquais s'écrasait après quelques heures de vol à proximité de la ville de Machiques au Venezuela. Cet accident d'avion avait provoqué une grande émotion au sein de la population martiniquaise.
- 2008 : Aimé Césaire meurt le 17 avril à l'âge de 94 ans, il fut député et maire de Fort-de-France durant 56 ans. Des obsèques nationales lui ont été rendues le 20 avril 2008 à Fort-de-France, en présence du chef de l'État et devant plusieurs milliers de personnes réunies au stade Pierre Aliker.
- 2009 : grève générale du 5 février au 14 mars
- 2010 : les 10 et 24 janvier 2010, deux référendums sont organisés sur l'évolution statutaire et organisationnelle de la Martinique. La première question posé était « Approuvez-vous la transformation de la Martinique en une collectivité d'outre-mer régie par l'article 74 de la Constitution, dotée d'une organisation particulière tenant compte de ses intérêts propres au sein de la République ? ». Comme le résultat a été non à 78,89 % (abstention 44,65 %), un second vote a eu lieu avec pour intitulé : « Approuvez-vous la création en Martinique d'une collectivité unique exerçant les compétences dévolues au département et à la région tout en demeurant régie par l'article 73 de la Constitution ? ». Le résultat de ce second vote a été positif à 68,30 % (abstention 64,19 %). Le projet de loi organique visant à créer un statut de collectivité territoriale unique a été présenté en Conseil des ministres le 26 janvier 2011. Seules la Martinique et la Guyane seront dotées de ce statut.
- 2015 : première élection des membres de la Collectivité territoriale de Martinique les 6 et 13 décembre 2015[110].
- 2016 : le département de la Martinique devient officiellement la Collectivité territoriale de Martinique le 1er janvier 2016, c'est-à-dire une collectivité territoriale unique de la République française.
- 2020 : le 17 décembre 2020, l'embarcation martiniquaise la yole ronde est inscrite au patrimoine mondial de l'Unesco[111].
- 2023 : le 2 février 2023, le drapeau de la Martinique et l'hymne Ansanm ont été adoptés officiellement par les élus de l'Assemblée de Martinique pour représenter la Martinique lors des manifestations sportives et culturelles[112].
- 2023 : depuis le 16 septembre 2023, les volcans et forêts de la montagne Pelée et les pitons du Nord de la Martinique sont inscrits au patrimoine mondial de l'Unesco[113].
- 2024 : début octobre, à la suite de revendications liées à la vie chère, des émeutes mobilisent des groupes de manifestants pendant plusieurs semaines incendiant 500 véhicules, blessant 30 membres des forces de l'ordre, entrainant 12 interpellations[114][réf. non conforme] et un mort par balle au Robert[115][réf. non conforme]. Une vingtaine de commerces ont été pillés, dont une quinzaine incendiés.